# Armorial des communes de la Meuse

Blason de Lorraine : d'or à la bande de gueules chargée de trois alérions d'argent.
Blason de Bar : D'azur crusillé d'or, à deux bars adossés du même brochant. Blason utilisé par le département de la Meuse depuis le début du XXe siècle.

- il comporte peu ou pas de sources.
- le nombre de blasons représentés est faible par rapport au sujet de la page.
- certaines figures sont encore dans un format bitmap et doivent être vectorisées.

Cette page dresse l'ensemble des armoiries (figures et blasonnements) connues des communes de la Meuse disposant à ce jour d'un blason. Les blasons dits historiques (blasons de communes ayant depuis fusionné avec d'autres), et à enquerre (ne respectant pas la Règle de contrariété des couleurs) sont incluses, leur particularité étant mentionnée ; mais les communes sans blason et celles portant un pseudo-blason (gribouillage d'amateurs ne respectant aucune règle de construction héraldique) sont volontairement exclues. Elles ne sont mentionnées qu'à la fin de chaque lettre.
- Haut – A
- B
- C
- D
- E
- F
- G
- H
- I
- J
- K
- L
- M
- N
- O
- P
- Q
- R
- S
- T
- U
- V
- W
- X
- Y
- Z

3 dessin(s) en attente (voir : PVW)

## A
| Blason de Abainville | Blason  | D'or au haut fourneau de sable maçonné d'argent, flambant de gueules et à la coulée du même, accompagné à dextre d'une massette et d'un ciseau de sculpteur d'azur formant un sautoir, et à senestre du même sautoir contourné ; chaperonné d'azur chargé à dextre et à senestre d'une croisette recroisetée au pied fiché d'or. |
| Blason de Abainville | Détails | Le statut officiel du blason reste à déterminer. |

| Blason de Aincreville | Blason  | De gueules à la croix ancrée d'or accostée de deux vergettes alésées nouées du même et soutenue d'une tiercefeuille versée d'argent. |
| Blason de Aincreville | Détails | Armes parlantes. (croix ancrée) Création de Robert André Louis et Dominique Lacorde, adoptée le 21 novembre 2016.                    |

| Blason de Amanty | Blason  | De gueules à deux poignards romains d'argent garnis d'or appointés en chevron, accostés, en chef, de deux fleurs de jonquille, pistils affrontés, d'or et soutenus d'une fontaine héraldique d'or remplie d'azur et traversée de deux sources d'argent. |
| Blason de Amanty | Détails | Différences entre dessin et blasonnement : Les deuxpointes de poignard se touvhant, appointé devrait être dit "contre-pointé; "accostés" concerne les figures en pal, ici c'est "accompagnés". Création de Robert André Louis, adoptée en mars 2011.    |

| Blason de Amel-sur-l'Étang | Blason  | Mi-tranché, retaillé en chef : au 1, d'azur de gueules à un butor étoilé essorant d'or tacheté de sable et à la gorge d'argent, au 2) d'azur à un chevronnel d'argent sommé de la partition et surmontant un casque de centurion romain d'or accosté de deux bars adossés du même..                                           |
| Blason de Amel-sur-l'Étang | Détails | Note:Blasonnement original comportant des "étrangetés": retranché devrait être mi-tranché' (ou mieux mantelé versé); le chevron d'argent sommé de la partition (???) en fait mouvant de la partition.et surtout en précisant versé Armoiries composées par Robert A. Louis et Dominique Lacorde adoptées le 11 décembre 2020. |

| Blason de Ancemont | Blason  | D’or à la cépée arrachée de chêne de sinople, de cinq troncs, englantée d’argent, accostée de deux gouttes de gueules et surmontant un mont de sinople chargé d’une anse de panier d’argent, les deux mouvant de la pointe ; au chef de gueules chargé de deux têtes de lion d’or affrontées. |
| Blason de Ancemont | Détails | Armes parlantes. (anse + mont) Création de Robert André Louis et Dominique Lacorde, adoptée le 23 septembre 2016. |

| Blason de Ancerville | Blason  | D'argent au lion de sable tenant en ses pattes une palme de sinople ; au chef d'azur chargé d'une oie d'argent. |
| Blason de Ancerville | Détails | Armes parlantes. (anser = oie en latin) Le statut officiel du blason reste à déterminer.                        |

| Blason de Andernay | Blason  | D'azur à deux poignards romains d'or appointés en chevron, accompagnés en chef de deux étoiles d'argent et en pointe d'un dauphin du même nageant la queue en l'air. |
| Blason de Andernay | Détails | Création de Robert André Louis, utilisée depuis le 2 octobre 2015.                                                                                                   |

| Blason de Apremont-la-Forêt | Blason  | Écartelé: au 1er de gueules à la croix d'argent, au 2e d'or à l'enceinte carrée bastionnée aux angles, vue de dessus, de gueules, au 3e d'or à la mitre de gueules chargée d'un cœur-de-lys d'argent boutonné de gueules, au 4e d'argent à la croix pattée de gueules. |
| Blason de Apremont-la-Forêt | Détails | Création Robert André Louis et Dominique Lacorde. Adoptée le 18 septembre 2018. |

| Blason de Arrancy-sur-Crusne | Blason  | D'azur semé de croisettes recroisetées au pied fiché d'or, à deux bars adossés du même brochants, soutenus d'une mer ondée d'argent mouvant de la pointe. |
| Blason de Arrancy-sur-Crusne | Détails | Le statut officiel du blason reste à déterminer. |

| Blason de Aubréville | Blason  | De gueules à deux carafes d'argent en cours de façonnage sur leurs cannes de verriers d'or passées en sautoir et au bouclier d'elfe d'or brochant, le tout soutenu d'une trangle ondée d'argent ; au chef cousu d'azur chargé de trois bouterolles d'or . |
| Blason de Aubréville | Détails | Création de Robert André Louis et Dominique Lacorde, adoptée en avril 2015. |

| Blason de Aulnois-en-Perthois | Blason  | Tranché d'argent et de sinople à deux cônes d'aulne en bande de l'un en l'autre, sur le tout, de gueules, crénelé de quatre pièces, chargé d'une tête d'oie d'argent allumée et becquée d'or. |
| Blason de Aulnois-en-Perthois | Détails | Armes parlantes. (cônes d'aulne) Le statut officiel du blason reste à déterminer. |

| Blason de Autrécourt-sur-Aire | Blason  | D'azur au soleil mouvant de l'angle dextre de la pointe accompagné d'un pigeon d'or volant en bande, le tout surmonté d'un temple à quatre colonnes d'argent. |
| Blason de Autrécourt-sur-Aire | Détails | Création de Robert André Louis, adoptée le 29 mars 2013. |

| Blason de Avillers-Sainte-Croix | Blason  | De sable à la croix cantonnée au 1er d'une fleur de lys, au 2e d'une croix de Malte et aux 3e et 4e d'une étoile, le tout d'or. Ornements extérieursCroix de guerre 1914-1918 |
| Blason de Avillers-Sainte-Croix | Détails | Création Dominique Larcher, adoptée en mai 2021. |

| Blason de Avocourt | Blason  | De gueules à la fontaine du lieu d'or sommée d'une croix du même, jaillissant de trois jets d'argent, soutenue de deux plumes d'argent, les rachis passés en sautoir, et accostée en chef de deux vases antiques sigillés d'or. |
| Blason de Avocourt | Détails | Création de Dominique Larcher, Robert André Louis et Dominique Lacorde ; adoptée en 2013. |

| Blason de Azannes-et-Soumazannes | Blason  | Tiercé en pairle : au 1er de gueules à un annelet d'argent, au 2d d'azur à une roue de chariot d'or, au 3e d'or à une anille d'azur ; à la divise ondée abaissée d'argent brochant en pointe et chargée de trois têtards de sinople, nageant en fasce. |
| Blason de Azannes-et-Soumazannes | Détails | Création de Robert André Louis et Dominique Lacorde, adoptée le 30 juin 2017. |

Pas d'information pour les communes suivantes :  Abaucourt-Hautecourt, Ambly-sur-Meuse, Autréville-Saint-Lambert, Avioth

- Haut – A
- B
- C
- D
- E
- F
- G
- H
- I
- J
- K
- L
- M
- N
- O
- P
- Q
- R
- S
- T
- U
- V
- W
- X
- Y
- Z

## B
| Blason de Baâlon | Blason  | Coupé voûté: au 1er d'or au casque de centurion romain de gueules et chapé de gueules chargé de deux cierges d'argent enflammés d'or, au 2e d'azur au pélican d'argent à la piété de gueules sur son aire d'or. |
| Blason de Baâlon | Détails | Création Robert André Louis et Dominique Lacorde. Adoptée le 26 août 2019. |

| Blason de Badonvilliers-Gérauvilliers | Blason  | Parti d'or à une tête de chèvre de sable, et de gueules à une bande potencée et contre-potencée d'argent ; au chef d'azur à deux têtes d'oies affrontées d'argent, becquées et allumées d'or. |
| Blason de Badonvilliers-Gérauvilliers | Détails | Le statut officiel du blason reste à déterminer. |

| Blason de Bannoncourt | Blason  | Coupé d'un parti d'or à une tête de chèvre arrachée de sable, et d'azur à un annelet d'argent traversé d'une flèche versée en barre du même ; et de gueules à une mitre d'or chargée d'une croix de Lorraine du champ. |
| Blason de Bannoncourt | Détails | Création Robert André Louis, adoptée le 16 janvier 2015. |

| Blason de Bantheville | Blason  | D’azur à la fasce ondée d’argent chargée de deux fers de moulin de sinople, accompagnée en chef d’un lion issant d’or, armé et lampassé de gueules et en pointe d’une tour d’or maçonnée de sable. |
| Blason de Bantheville | Détails | Création Dominique Larcher et Dominique Lacorde en 2012, adoptée le 17 octobre 2014. |

| Blason de Bar-le-Duc | Blason  | Parti: au 1er d'azur semé de croisettes recroisetées au pied fiché d'or, à deux bars adossés du même brochants, au 2e d'argent à trois pensées feuillées et tigées au naturel. Devise« Plus penser que dire. » |
| Blason de Bar-le-Duc | Détails | Armes parlantes. Le statut officiel du blason reste à déterminer. |

| Blason de Baudignécourt | Blason  | D'azur à un coq hardi crêté, allumé, barbillé de gueules au chef d'argent à deux couronnes de laurier de gueules. |
| Blason de Baudignécourt | Détails | Création Robert André Louis, adoptée le 8 décembre 2015.                                                          |

| Blason de Baudonvilliers | Blason  | Coupé de sinople à la vipère d'argent et à un hérisson en défense d'or affrontés ; et de gueules à la fontaine héraldique d'or remplie d'azur, traversée de trois sources d'argent et surmontée de deux marguerites d'argent boutonnées d'or. |
| Blason de Baudonvilliers | Détails | Création Robert André Louis, adoptée le 2 avril 2015. |

| Blason de Baudrémont | Blason  | Coupé voûté d'or à la tête de lion arrachée de gueules couronnée d'argent accostée de deux croix recroisetées au pied fiché d'azur ; et de sinople au coq hardi d'argent, crêté, barbillé et allumé de gueules. |
| Blason de Baudrémont | Détails | Composition Robert André Louis, adoptée en septembre 2013. |

| Blason de Baulny | Blason  | Coupé de gueules au château ruiné d'or, et d'argent à la roue de moulin de sable mouvant d'une divise ondée d'azur. |
| Blason de Baulny | Détails | Création Dominique Larcher et Dominique Lacorde. Adoptée le 3 janvier 2014.                                         |

| Blason de Bazeilles-sur-Othain | Blason  | De gueules à deux herses sarrasines d'or surmontant une roue de moulin du même; au chef triangulaire ondé d'azur soutenu d’argent chargé d'un coq de clocher d'or mouvant du trait du chef. |
| Blason de Bazeilles-sur-Othain | Détails | Création Robert A. Louis et Dominique Lacorde. Adoptée le 25 septembre 2017. |

| Blason de Bazincourt-sur-Saulx | Blason  | De gueules à la fasce engrêlée d'or, chargée d'une burelle ondée d'azur et accompagnée de trois étoiles d'or. |
| Blason de Bazincourt-sur-Saulx | Détails | Utilisé par la mairie depuis novembre 2014                                                                    |

| Blason de Beaufort-en-Argonne | Blason  | D'azur à la tour carrée contrefortée d'argent accostée de deux feuilles d'alisier torminal d'or; au chef parti, au I), de gueules à une roue de Sainte Catherine d'or faillie (brisée) en chef à senestre et au II), chargé de deux clous passés en sautoir, l'un dans l'autre. |
| Blason de Beaufort-en-Argonne | Détails | Note Le blasonnement ci dessus est totalement conforme au texte du PV de déliberation du Conseil Municipal . Ce blasonnement est bourré d'erreurs (quel que soit le dessin lui correspondant) et d'omissions, en regard du dessin ci contre, fourni par l'auteur lui-même – Erreurs: "contreforté" snobisme pour "aux contreforts"; "failli" ne s'applique pas à un meuble; "(de) l'un dans l'autre" se réfère très fautivement à l'autre quartier de la partition (!!) – Omissions: la tour est ajourée du champ, maçonnée de sable, essorée de gueules; les feuilles d'alisier sont posées en chevron; Création Robert A. Louis et Dominique Lacorde adoptée le 07 septembre 2021 |

| Blason de Beaulieu-en-Argonne | Blason  | De gueules à une main de carnation mouvant d'une nuée d’argent tenant une crosse abbatiale contournée d'or. |
| Blason de Beaulieu-en-Argonne | Détails | Le statut officiel du blason reste à déterminer.                                                            |

| Blason de Beaumont-en-Verdunois | Blason  | Ecartelé en sautoir : au 1, d’azur à une trompe de chasse d’or ; au 2, de gueules à une benoîte commune d’or aux cinq pointes d’argent ; au 3, de gueules à une croix de saint Maurice d’or ; au 4, d’azur à une fontaine héraldique d’or remplie d’azur et traversée d'une source d’argent. |
| Blason de Beaumont-en-Verdunois | Détails | Création Robert André Louis et Dominique Lacorde, adoptée le 18 novembre 2016. |

| Blason de Beausite | Blason  | D'azur au chevron chargé en chef d'une merlette de sable et accompagné en chef de deux étoiles composées chacune de cinq clous d'or autour d'un pentagone d'argent, et en pointe d'un agneau couché d'argent ; à la plaine ondée d'or.. |
| Blason de Beausite | Détails | Le statut officiel du blason reste à déterminer. |

| Blason de Behonne | Blason  | De gueules à la fontaine à colonne centrale à deux abreuvoirs d'or crachant d'argent, surmontée d'une grappe de raisin de pourpre feuillée et tigée d'or à dextre et d'un pigeon d'or à senestre. |
| Blason de Behonne | Détails | Création Robert André Louis. Adoptée le 3 avril 2015. |

| Blason de Belrain | Blason  | De gueules à la fasce d'or accompagnée en chef d'un lambel à cinq pendants du même; sur le tout, écartelé : aux 1er et 4e de Bar ; au 2d d'azur à la tour ruinée d'or posée sur une montagne du même et au 3e d'azur à deux crosses d'or passées en sautoir. |
| Blason de Belrain | Détails | Le statut officiel du blason reste à déterminer. |

| Blason de Béthelainville | Blason  | Parti de gueules à une échauguette d'or maçonnée de sable, et d'azur à une tête de lion d'or ; à la couronne de Prince du Sang en chef et à quatre alvéoles de cire en pointe, tous deux d’or et brochant sur le parti. |
| Blason de Béthelainville | Détails | Création Robert André Louis et Dominique Lacorde, adoptée le 19 octobre 2017. |

| Blason de Béthincourt | Blason  | D’or, à un foudre, à huit éclairs rayonnants, surmonté à dextre d’un fer de moulin et à senestre d’une molette, les trois de gueules ; au chef triangulaire d’azur à une mitre d’or. |
| Blason de Béthincourt | Détails | Armoiries composées par Robert André Louis et Dominique Lacorde adoptées depuis septembre 2019.                                                                                      |

| Blason de Beurey-sur-Saulx | Blason  | D'azur à trois poires d'or, l'écu chapé du même à une croix ancrée de gueules à dextre et une flamme du même à senestre. |
| Blason de Beurey-sur-Saulx | Détails | Création Robert André Louis, adoptée en janvier 2012.                                                                    |

| Blason de Bezonvaux | Blason  | Ecartelé : au 1er de Bar, au 2d de gueules à trois bandes d'argent, à une biche couchée d'or brochante, au 3e de gueules à trois bandes d'argent, à une bombe de sable allumée d'or brochante, au 4e de Lorraine. Devise« On les a eu ». |
| Blason de Bezonvaux | Détails | Le statut officiel du blason reste à déterminer. |

| Blason de Biencourt-sur-Orge | Blason  | De gueules à la croix abaissée d'or chargée d'une épée d'azur et cantonnée en chef de deux pots à lait d'argent. |
| Blason de Biencourt-sur-Orge | Détails | Le statut officiel du blason reste à déterminer.                                                                 |

| Blason de Billy-sous-Mangiennes | Blason  | D'azur à trois billettes d'argent.                                            |
| Blason de Billy-sous-Mangiennes | Détails | Armes parlantes. (billettes) Le statut officiel du blason reste à déterminer. |

| Blason de Bislée | Blason  | D'azur à la mitre d'or en chef dextre, à la gerbe du même en chef senestre et au rencontre de taureau d'or, accorné de sable et bouclé de gueules en pointe; à l'orle ondé d'argent. |
| Blason de Bislée | Détails | Création Robert André Louis, adoptée le 30 juin 2014. |

| Blason de Boinville-en-Woëvre | Blason  | D’argent à la tour de gueules maçonnée, ouverte et ajourée de sable ; chapé d’azur, chargé à dextre d’une croix [huguenote] à huit pointes pommetées et à senestre d’une étoile, le tout d’or. |
| Blason de Boinville-en-Woëvre | Détails | Création Dominique Larcher, adoptée le 7 février 2014. |

| Blason de Boncourt-sur-Meuse | Blason  | De gueules à trois fasces d'or surmontées d'un labrador arrêté, truffe au sol, une patte levée, d'argent. |
| Blason de Boncourt-sur-Meuse | Détails | Le statut officiel du blason reste à déterminer.                                                          |

| Blason de Bonnet | Blason  | D'azur à la quintefeuille d'argent boutonnée d'or, accostée de deux pointes de flèches du même et soutenue d'un agneau pascal d'argent à la tête contournée tenant une croix d'or. |
| Blason de Bonnet | Détails | Création Robert André Louis, adoptée le 17 avril 2013. |

| Blason de Boureuilles | Blason  | Tiercé en pal d'azur au pal potencé et contre-potencé d'argent ; d'or à la crosse de sable soutenue d'un caillou de sinople ; de gueules à trois alérions d'argent posés en pal. |
| Blason de Boureuilles | Détails | Création Dominique Larcher et Dominique Lacorde. Adoptée le 31 janvier 2014. |

| Blason de Bouconville-sur-Madt | Blason  | D’or à la libellule de gueules ; au chef bastillé d’azur, chargé d’un trèfle d’argent accosté de deux croisettes recroisetées au pied fiché d’or. |
| Blason de Bouconville-sur-Madt | Détails | Création Robert André LOUIS, adoptée le 25 juin 2021                                                                                              |

| Blason de Le Bouchon-sur-Saulx | Blason  | D'azur à,la bande ondée d'argent chargée de deux bouchons émeris d'azur, accompagnée en chef d'une hure de sanglier d'or et en pointe d'un rameau d'aubépine d'or à une fleur d'argent boutonnée d'or. |
| Blason de Le Bouchon-sur-Saulx | Détails | Armes parlantes. (bouchons) Le statut officiel du blason reste à déterminer. |

| Blason de Bouligny | Blason  | Parti d'azur à deux bars adossés d'or cantonnés de quatre croisettes recroisetées au pied fiché du même, et de gueules à deux saumons adossés d'argent, une croix de lorraine d'or brochant sur le tout, au chef d'argent à trois coquilles de sable. |
| Blason de Bouligny | Détails | Le statut officiel du blason reste à déterminer. |

| Blason de Bouquemont | Blason  | Coupé voûté de gueules à la couronne de laurier d'or, accostée de deux clous d'argent posés en pal, et de sinople à la tête de bouc arrachée d'argent allumée et accornée d'or. |
| Blason de Bouquemont | Détails | Armes parlantes. (bouc) Création Robert André Louis. Adoptée en septembre 2010.                                                                                                 |

| Blason de Bovée-sur-Barboure | Blason  | De sinople à la tête de bœuf d'argent accornée de sable, au chapé de gueules chargé de deux fleurs de lys de jardin d'argent, au chevron ondé d'or brochant sur la partition. |
| Blason de Bovée-sur-Barboure | Détails | Armes parlantes. (bov-, racine du bœuf) Le statut officiel du blason reste à déterminer.                                                                                      |

| Blason de Boviolles | Blason  | Coupé: au 1er d'or au triangle de gueules chargé de deux poignards romains [pugios] d'argent garnis d'or passés en sautoir, au 2e de gueules aux 2 fleurs de lis des jardins au naturel soutenues d'un rencontre de bœuf d'or. |
| Blason de Boviolles | Détails | Armes parlantes. (bov-, racine du bœuf) Création Robert André Louis. Adoptée le 30 août 2014. |

| Blason de Brabant-en-Argonne | Blason  | Coupé ondé: au 1er de gueules au gril d'or, la poignée en haut, accosté de deux gouttes d'argent, au 2e de sinople à la cardère [Dipsacus fullonum] d'or; à la trangle ondée en filet d'argent brochant sur la partition. |
| Blason de Brabant-en-Argonne | Détails | Création Robert A. Louis et Dominique Lacorde. Adoptée le 18 octobre 2018. |

| Blason de Brabant-le-Roi | Blason  | Coupé: au 1er d'azur au sceptre fleurdelisé passé en sautoir avec une croisette recroisetée au pied fiché, surmontés d'un chardon, le tout d'or, au 2e d'or au bouclier de gueules échancré du chef et chargé d'une croix tréflée d'argent. |
| Blason de Brabant-le-Roi | Détails | Création Robert André Louis. Adoptée le 11 mars 2015. |

| Blason de Brabant-sur-Meuse | Blason  | D’azur à deux branches de fougères d’or, les tiges passées en sautoir, à l’épée basse d’argent brochant sur le tout. |
| Blason de Brabant-sur-Meuse | Détails | Création Dominique Lacorde et Dominique Larcher. Adoptée le 28 novembre 2012.                                        |

| Blason de Brandeville | Blason  | D'azur semé de croisettes latines d'or, au brasier de gueules mouvant de la pointe surmonté d'un cœur du second enflammé du troisième, le tout brochant sur le semé. |
| Blason de Brandeville | Détails | Création Dominique Larcher et Dominique Lacorde, adoptée le 22 juin 2013.                                                                                            |

| Blason de Braquis | Blason  | De sinople au cavalier d'argent, portant sur l'épaule un bouclier du même à la croix de gueules, sur une terrasse d'or; au chef d'argent chargé de quatre billettes de gueules . |
| Blason de Braquis | Détails | Création Dominique Larcher, adoptée le 5 juin 2015. |

| Blason de Brauvilliers | Blason  | Coupé bastillé de gueules à deux vannets d'or et d'argent au lion issant du premier. |
| Blason de Brauvilliers | Détails | Le statut officiel du blason reste à déterminer.                                     |

| Blason de Brieulles-sur-Meuse | Blason  | De gueules à deux crosses d'or passées en sautoir; coupé abaissé d'azur au lis de jardin d'or, tigé et feuillé de même; au pont d’argent gardé par deux tours du même, mouvant des flancs et brochant sur la partition. |
| Blason de Brieulles-sur-Meuse | Détails | Création Dominique Lacorde et Dominique Larcher. Adoptée le 15 juin 2012. |

| Blason de Brillon-en-Barrois | Blason  | D'azur au grand bar d'or, posé en pal, senestré et appointé de deux bars plus petits du même, ployés l'un au-dessus de l'autre; au chef cousu* de gueules chargé, à dextre, d'une colombe en vol d'argent et à senestre de deux pics de carrier d'or emmanchés d'argent et passés en sautoir. |
| Blason de Brillon-en-Barrois | Détails | * Ces armes emploient le terme « cousu » dans le seul but de contrevenir à la règle de contrariété des couleurs : elles sont fautives : gueules sur azur. Armes parlantes. (bars) Création Robert André Louis et Florent Renaudin, adoptée le 11 février 2015.                                |

| Blason de Brixey-aux-Chanoines | Blason  | Fascé d'or et d'azur de huit pièces, au franc-quartier d'argent chargé d'une clef de gueules.                               |
| Blason de Brixey-aux-Chanoines | Détails | Blason de la famille de Brixey, jadis seigneur du lieu, blason sculpté fixé sur la façade de la mairie depuis juillet 2017. |

| Blason de Brizeaux | Blason  | Écartelé en sautoir : au 1er d'or au vase dessinant un M avec les deux volutes de parfum qu'il exhale, le tout d'azur, au 2e de gueules à l'épi de seigle d'or; au 3e de gueules au dextrochère de carnation tenant une crosse d'or mouvant du flanc, au 4e d'or à la roue de moulin d'azur. |
| Blason de Brizeaux | Détails | Création Robert A. Louis. Adoptée le 14 juin 2013. |

| Blason de Brocourt-en-Argonne | Blason  | Tiercé en pairle: au 1) d'azur au broc de table d'argent chargé d'un escargot de tanné posé en bande; au 2) d'or à deux vannets de gueules rangés en bande; au 3) de gueules à deux navettes de tisserand d'or aux pointes d'argent et équipées de leur bobine d'azur, posées et rangées en barre. |
| Blason de Brocourt-en-Argonne | Détails | Note:Le dessin ci contre respecte strictement le blasonnement officiel mais diffère de son dessin, lequel est en conflit héraldique avec le texte. Voir détail sur la page de la commune. Création Robert André LOUIS adoptée le 17 février 2024.                                                  |

| Blason de Brouennes | Blason  | D'or au chevron d'azur accompagné en chef de deux dés à coudre du même et en pointe d'une triquetra de gueules ; au chef de gueules chargé d'une tournelle de quatre merlons d'or. Ornements extérieursCroix de guerre 1914-1918 |
| Blason de Brouennes | Détails | Création Robert A. Louis et Dominique Lacorde, adoptée le 12 février 2021.[réf. nécessaire] |

| Blason de Broussey-en-Blois | Blason  | De gueules à la fleur d'aubépine d'argent, au bouton étoilé d'or entouré de dix losanges du champ ; au chef d'or chargé de deux étoiles d'azur. |
| Blason de Broussey-en-Blois | Détails | Le statut officiel du blason reste à déterminer.                                                                                                |

| Blason de Broussey-Raulecourt | Blason  | D'argent à une feuille de chêne de sinople posée en bande à dextre et à un rameau de prunellier épine noire, tigé de sable, feuillé de sinople et fruité d'azur, posé également en bande à senestre; à la champagne d'azur chargé d'un lambel à quatre pendants d'or. |
| Blason de Broussey-Raulecourt | Détails | Création Robert André Louis. Adoptée le 16 janvier 2015. |

| Blason de Bure | Blason  | Parti: au 1er d'or au moine en robe de bure au naturel, au 2e palé contre-palé d'argent et de gueules; le tout sommé d'un chef d'azur à la sauterelle d'or. |
| Blason de Bure | Détails | Armes parlantes. (bure) Création Robert André Louis. Adoptée en juin 2011.                                                                                  |

| Blason de Burey-en-Vaux | Blason  | Mantelé versé : au 1) d'or au chevron d'azur; au 2) de gueules chargé à dextre d'un bonnet phrygien d’argent et à senestre d'une tour du même ouverte et ajourée du champ. |
| Blason de Burey-en-Vaux | Détails | Création Robert André Louis, adoptée le 08 juillet 2016. |

| Blason de Burey-la-Côte | Blason  | Coupé voûté: au 1er de gueules au crosseron d'or accosté de deux fers de lance d'argent, au 2e de sinople au pal d'argent et à la tournelle à quatre merlons d'or brochante. |
| Blason de Burey-la-Côte | Détails | Création Robert André Louis. Adoptée le 28 novembre 2017. |

| Blason de Buxières-sous-les-Côtes | Blason  | Taillé: au 1er d'azur à la chapelle du lieu d'argent [chapelle des Bures], au 2e de sinople à deux mirabelles d'or, tigées de tenné et feuillées de sinople; à la barre d'argent chargée d'une branche de buis de sinople, brochant sur la partition. |
| Blason de Buxières-sous-les-Côtes | Détails | Armes parlantes. (bux- = buis) Le statut officiel du blason reste à déterminer. |

| Blason de Buzy-Darmont | Blason  | Écartelé : au 1er d'azur à une fleur de lys d'or, au 2e de Lorraine, au 3e d'or à une tour de sable ouverte et ajourée d'argent, au 4e d'azur à deux bars adossés d'or ; sur le tout, un pont alésé d'argent de trois arches. |
| Blason de Buzy-Darmont | Détails | Le statut officiel du blason reste à déterminer. |

Pas d'information pour les communes suivantes : Beauclair, Belleville-sur-Meuse, Belrupt-en-Verdunois, Beney-en-Woëvre, Blanzée, Bonzée, Bras-sur-Meuse, Bréhéville, Breux (Meuse)
- Haut – A
- B
- C
- D
- E
- F
- G
- H
- I
- J
- K
- L
- M
- N
- O
- P
- Q
- R
- S
- T
- U
- V
- W
- X
- Y
- Z

## C
| Blason de Cesse | Blason  | Coupé: au 1) de gueules, à un bourdon prieural d'or, mouvant de la partition, au bouton orné d'une chapelle du même, sommé d'une marguerite d'argent boutonnée d'or, accosté à dextre d'une étoile à 8 rais d'or percée d'un octogone et à senestre d'une étoile formée de 5 pains de sucre du même et percée d'un pentagone; au 2) d'azur chargé d'une double burelle potencée et contre- potencée d'argent, haussée jusqu'à la partition et surmontant deux feuilles de chêne d'or, celle de dextre posée en bande, celle de senestre en barre. |
| Blason de Cesse | Détails | Création Robert André Louis et Dominique Lacorde, adoptée le 07 avril 2021. |

| Blason de Chalaines | Blason  | De gueules au chat d'argent jouant avec une pelote de laine du même, au chef d'azur chargé de deux étoiles d'or.                                                                |
| Blason de Chalaines | Détails | Armes parlantes. * Il y a là non-respect de la règle de contrariété des couleurs : ces armes sont fautives (azur sur gueules). Le statut officiel du blason reste à déterminer. |

| Blason de Champneuville | Blason  | Coupé d'azur à la tête de lion d'or couronnée de gueules accostée à senestre d'une croix pattée d'or chargée d'un besant du même et cantonnée de quatre besants d'or ; et d'or au nœud de pêcheur de gueules plié et posé en chevron renversé. |
| Blason de Champneuville | Détails | Création Robert André Louis. Adopté le 26 mars 2015. |

| Blason de Champougny | Blason  | Parti: au 1er d'azur à la fleur de tilleul d'or, au 2e d'or à l'alérion de gueules; au tau d'argent brochant en chef sur la partition; à la champagne de gueules crénelée de trois merlons et chargée d'une croisette écotée d'or. |
| Blason de Champougny | Détails | Création Robert André Louis et Mme Lydie Lyk-Pacaud. Adopté le 12 février 2018. |

| Blason de Chanteraine | Blason  | Tranché d'azur à la tour ouverte et ajourée du champ et de gueules aux broyes d'or mises en bande ; à la bande d'or chargée de trois grenouilles de profil de sinople allumées du champ brochante. |
| Blason de Chanteraine | Détails | Armes parlantes. (raine à rapprocher de rainette) Création Robert André Louis. Adopté le 27 mars 2009.                                                                                             |

| Blason de Chardogne | Blason  | De gueules à 5 annelets d'or disposés 2 2 1 surmontés d'un lambel d'azur.                                                                                      |
| Blason de Chardogne | Détails | * Il y a là non-respect de la règle de contrariété des couleurs : ces armes sont fautives (azur sur gueules). Le statut officiel du blason reste à déterminer. |

| Blason de Charny-sur-Meuse | Blason  | Écartelé de Bar, et d'azur à la crosse épiscopale d'or senestrée d'une épée d'argent garnie d'or, accostées de trois clous d'argent. |
| Blason de Charny-sur-Meuse | Détails | Le statut officiel du blason reste à déterminer.                                                                                     |

| Blason de Charpentry | Blason  | Coupé d'azur à une ferme de charpente d'or accostée de deux étoiles du même, et de gueules à la cardère du second, une trangle ondée du même brochant sur la partition. |
| Blason de Charpentry | Détails | Armes parlantes. (charpente) Création de MM. Robert André Louis et Dominique Lacorde, adoptée le 17 avril 2014                                                          |

| Blason de Chassey-Beaupré | Blason  | D'azur à la croix d'or cantonnée en chef de deux étoiles d'or à six branches, et en pointe de deux casques romains adossés du même à la cocarde de gueules. |
| Blason de Chassey-Beaupré | Détails | Le statut officiel du blason reste à déterminer. |

| Blason de Châtillon-sous-les-Côtes | Blason  | Taillé: au 1er d'or à la tour de gueules ouverte et ajourée du champ, senestrée d'un cœur de gueules enfermé dans une couronne d'épine de sable, au 2e d'azur à saint Martin en pied de carnation, habillé et auréolé d'argent, casqué et botté d'or, coupant de son épée d'argent à la poignée d'or, son manteau de gueules et accosté de deux billettes d'or., le tout rangé en barre; à la cotice en barre d'argent brochant sur la partition. |
| Blason de Châtillon-sous-les-Côtes | Détails | Adopté le 4 décembre 2023. |

| Blason de Chattancourt | Blason  | Parti: au 1er coupé au I de gueules au coq hardi, ailes déployées, d'or, au II d'or au bidon-gourde d'azur, aux bouchons bretelles et cordelettes de tenné, au 2e de sinople à trois besants d'or en chef et à la baratte d'argent en pointe. |
| Blason de Chattancourt | Détails | Création de MM. Robert André Louis et Dominique Lacorde, adoptée le 24 11 2022. |

| Blason de Chaumont-devant-Damvillers | Blason  | D'azur, à deux clous de la Passion d'or passés en sautoir, au mont d'argent mouvant de la pointe chargé d'un papillon d'orangé tacheté de sable ; chaperonné de gueules chargé de deux tours d'or maçonnées de sable, ouvertes et ajourées d'argent. |
| Blason de Chaumont-devant-Damvillers | Détails | Création de MM. Robert André Louis et Dominique Lacorde, adoptée le 3 novembre 2017. |

| Blason de Chaumont-sur-Aire | Blason  | D'azur au chevron d'or, accompagné en chef de deux étoiles du même et en cœur d'une tour d'argent ouverte et ajourée du champ; à la champagne voûtée d'or. |
| Blason de Chaumont-sur-Aire | Détails | Création de M. Robert André Louis, adoptée en décembre 2012.                                                                                               |

| Blason de Chauvency-Saint-Hubert | Blason  | Parti d’or au haut-fourneau flamboyant de gueules, et du même à la demi-ramure de cerf du premier posée en pal. |
| Blason de Chauvency-Saint-Hubert | Détails | Création de MM. Dominique Lacorde et Dominique Larcher, adoptée le 30 novembre 2012.                            |

| Blason de Chauvoncourt | Blason  | D'azur à six arbres d'argent ordonnés 3, 2 et 1, au chevreuil [gazelle] bondissant d'or brochant sur le tout. |
| Blason de Chauvoncourt | Détails | Création de M. Jean de Mousson, adoptée en 1987.                                                              |

| Blason de Cheppy | Blason  | D'azur au chevron d'or accompagné en chef d'une église à dextre, d'une étoile au point du chef et d'un léopard lionné à senestre, et, en pointe, d'une roue à aubes, le tout d'or. |
| Blason de Cheppy | Détails | Création de M.Dominique Lacorde, adoptée en février 2011. |

| Blason de Chonville-Malaumont | Blason  | D'or au tronc écoté de sable accosté de deux croisettes de gueules ; chapé du même à deux pointes de flèche d'argent. |
| Blason de Chonville-Malaumont | Détails | Création de M. Robert André Louis, adoptée en mai 2016.                                                               |

| Blason de Cierges-sous-Montfaucon | Blason  | De gueules au faucon d'argent posé sur un mont de sinople, soutenu, brochant sur le mont, par deux cierges d'argent allumés d'or posés en chevron renversé, accompagné de trois carreaux d'argent mouvant du chef. |
| Blason de Cierges-sous-Montfaucon | Détails | Armes parlantes. (cierges + mont + faucon) Création de MM. Dominique Larcher et Dominique Lacorde, adoptée en avril 2012.                                                                                          |

| Blason de Clermont-en-Argonne | Blason  | D'azur à six annelets d'argent ordonnés 3,2 et 1, enfilés chacun sur une flèche tombante, posée en barre, du même. |
| Blason de Clermont-en-Argonne | Détails | |

| Blason de Cléry-le-Grand | Blason  | D’or à la rose de gueules supportée, feuillée et armée de sinople, accostée de deux vergettes alésées et nouées d’azur ; au chef d’azur à une bourse d’or accostée de deux étoiles d’argent. |
| Blason de Cléry-le-Grand | Détails | Armoiries composées par Robert André Louis et Dominique Lacorde adoptées le 20 novembre 2019.                                                                                                |

| Blason de Cléry-le-Petit | Blason  | De gueules à la grappe de raisin d’or; mantelé renversé, crénelé d'azur, chargé d'une cruche à lait d'argent, accompagnée aux flancs de deux étoiles du même. |
| Blason de Cléry-le-Petit | Détails | Armoiries composées par Robert André Louis et Dominique Lacorde adoptées le 24 février 2020.                                                                  |

| Blason de Combres-sous-les-Côtes | Blason  | Coupé voûté : au 1) de sinople à une grappe de raisin d'or, accostée de deux croisettes au pied fiché d'argent pommetées d'or ; au 2) de gueules, à une étoile à dix rais d'or, remplie de sable. |
| Blason de Combres-sous-les-Côtes | Détails | Création Robert André Louis et Dominique Lacorde, adoptée le 09/04/2021. |

| Blason de Commercy | Blason  | De gueules aux trois demoiselles d'argent rangées en fasce, au chef d'azur* semé de croisettes au pied fiché d'argent. Devise« Qui mesure dure. »                                                                                   |
| Blason de Commercy | Détails | * Il y a là non-respect de la règle de contrariété des couleurs : ces armes sont fautives (azur sur gueules ). Le chef fait référence aux armes des seigneurs de Commercy. Création de M. Robert Louis, adoptée le 11 juillet 1957. |

| Blason de Consenvoye | Blason  | D’or à deux portes d’écluses entrouvertes de sable, sur un canal d’azur agité d’argent mouvant de la pointe, accompagnées en chef d’une foi alésée d’argent*, parée de sable.                |
| Blason de Consenvoye | Détails | * Il y a là non-respect de la règle de contrariété des couleurs : ces armes sont fautives (argent sur or). Création de MM. Dominique Larcher et Dominique Lacorde, adoptée en décembre 2012. |

| Blason de Courcelles-en-Barrois | Blason  | Écartelé en sautoir : au 1er d'azur à une colombe en vol d'argent, au 2e d'or à un masque de loup de gueules allumé d'argent, au 3e d'or à une tête de cheval de gueules, au 4e d'azur au rencontre de bélier d'argent accorné d'or. |
| Blason de Courcelles-en-Barrois | Détails | Création de M. Robert André Louis, adoptée le 17 février 2018. |

| Blason de Courcelles-sur-Aire | Blason  | D'azur à la bande d'or chargée d'une hélice de bateau de gueules accostée de deux cœurs du même, flamboyants d'argent, et accompagnée d'un coq hardi d'argent crêté et barbé de gueules en chef, et d'un cor de chasse d'argent en pointe. |
| Blason de Courcelles-sur-Aire | Détails | Création de M. Robert André Louis, adoptée le 15 décembre 2014. |

| Blason de Courouvre | Blason  | D'azur au rameau de chêne d'or à trois feuilles appointées en pairle renversé du même et à trois glands d'argent appointés en pairle et brochants, accosté de deux chaînes brisées d'or posées en chevron; au chef cousu de gueules à la tournelle d'argent. |
| Blason de Courouvre | Détails | Armes parlantes. (allusion au chêne rouvre via les glands) Création de M. Robert André Louis, adoptée en juin 2016. |

| Blason de Cousances-les-Forges | Blason  | Parti d'argent à trois bandes de gueules, au lion d'or armé et allumé de sable brochant sur le tout ; et d'or à trois maillets de sable mal ordonnés. |
| Blason de Cousances-les-Forges | Détails | Création de M. Régis Dupont, adoptée en 2008. |

| Blason de Cousances-lès-Triconville | Blason  | Écartelé en sautoir de gueules et d'azur, chargé au 1er d'un vannet, au 2d d'un lys de jardin, au 3e d'une truite courbée et posée en pal, au 4e d'un besant chargé de la lettre onciale M du champ ; le tout d'argent ; au sautoir réduit d'or brochant sur la partition. |
| Blason de Cousances-lès-Triconville | Détails | Création de M. Robert André Louis, adoptée le 19 mars 2013. |

| Blason de Couvertpuis | Blason  | De gueules à la bande ondée rompue d'argent, accompagnée en chef d'un puits d'or et en pointe d'une palme du même. |
| Blason de Couvertpuis | Détails | Armes parlantes. (puits) Création de M. Robert André Louis, adoptée depuis décembre 2014.                          |

| Blason de Couvonges | Blason  | D'azur au bar ployé et contourné d'or senestré d'une flamme du même. |
| Blason de Couvonges | Détails | Le statut officiel du blason reste à déterminer.                     |

| Blason de Creuë | Blason  | D'or à la croix de sable, au franc-canton d'argent à quatre pals d'azur.                                                                                 |
| Blason de Creuë | Détails | Blason historique depuis le rattachement de Creuë à la commune nouvelle de Vigneulles-lès-Hattonchâtel. Le statut officiel du blason reste à déterminer. |

| Blason de Cuisy | Blason  | De gueules à une chaîne et une hache d'argent mises en sautoir, accompagnées en pointe d'un puits d'or maçonné de sable. |
| Blason de Cuisy | Détails | Le statut officiel du blason reste à déterminer.                                                                         |

| Blason de Culey | Blason  | Coupé voûté d'or à la palombe d'azur becquée et colletée d'argent, volant en fasce, accompagnée de deux cors de chasse de gueules mis en chevron renversé ; et de sinople à l'agneau pascal couché tenant une hampe à la croix celtique d'or. |
| Blason de Culey | Détails | Création de M. Robert André Louis, adoptée le 23 juillet 2014. |

| Blason de Cumières-le-Mort-Homme | Blason  | D'or à la fasce d'azur surmontée de trois annelets de gueules rangés en chef et soutenue d'une étoile à dix rais de gueules remplie d'argent. |
| Blason de Cumières-le-Mort-Homme | Détails | Création de MM. Robert André Louis et Dominique Lacorde, adoptée en Novembre 2016.                                                            |

| Blason de Cunel | Blason  | D’argent à un pigeonnier de gueules maçonné de sable, ouvert et ajouré du champ, accosté de deux annelets de gueules ; chaperonné d’azur chargé d'un monde à dextre et d'une étoile à senestre, les deux d’argent. |
| Blason de Cunel | Détails | Création de M. Dominique Lacorde, adoptée le 13 mars 2014. |

Pas d'information pour les communes suivantes :  Chaillon, Chauvency-le-Château
- Haut – A
- B
- C
- D
- E
- F
- G
- H
- I
- J
- K
- L
- M
- N
- O
- P
- Q
- R
- S
- T
- U
- V
- W
- X
- Y
- Z

## D
| Blason de Dagonville | Blason  | Coupé d'argent à la croix pattée de gueules et d'azur à la gouge et au maillet de sculpteur d'or posés en sautoir. |
| Blason de Dagonville | Détails | Création Robert A. Louis. Adopté le 28 mai 2014.                                                                   |

| Blason de Dainville-Bertheléville | Blason  | Ecartelé au 1° d'or à l'enclume de sable, au 2° de gueules à la tour donjonnée à trois étages d'argent, ouverte et ajourée du champ, au 3° de gueules à la marmotte du même, et au 4° d'or à la tête de licorne de sable. |
| Blason de Dainville-Bertheléville | Détails | Création Robert André Louis. Adopté le 12 février 2016. |

| Blason de Damloup | Blason  | Tranché d'or maçonné de sable et de gueules, au loup passant en bande et brochant sur la partition, armé et lampassé de sable, allumé d'or, de l'un en l'autre. |
| Blason de Damloup | Détails | Armes parlantes. Le statut officiel du blason reste à déterminer.                                                                                               |

| Blason de Dammarie-sur-Saulx | Blason  | Mi-tranché mi-taillé en chef d'azur au bâton de prieur orné d'une fleur de lys de jardin d'argent mouvant de la partition, et d'or à deux creusets de fonderie de gueules. |
| Blason de Dammarie-sur-Saulx | Détails | Création Robert André Louis, utilisée depuis juin 2015. |

| Blason de Damvillers | Blason  | Parti d'un burelé d'argent et d'azur de dix pièces, au lion de gueules à double queue armé, lampassé et couronné d'or, brochant sur le tout ; et de France ancien brisé d'un bâton de gueules péri en bande. |
| Blason de Damvillers | Détails | Le statut officiel du blason reste à déterminer. |

| Blason de Dannevoux | Blason  | D’or à un drakkar de gueules, à la voile d’argent chargée d’une tête de cheval de sable, voguant sur une rivière d’azur.             |
| Blason de Dannevoux | Détails | Dannevoux signifie "Val des Danois", ce qui inspira les créateurs de ce blason, MM. Dominique Larcher et Dominique Lacorde, en 2012. |

| Blason de Delouze-Rosières | Blason  | D'azur à la mitre d'or ornée d'argent et chargée de sept tourteaux de gueules disposés 2-3-2, surmontée de deux abeilles d'or et soutenue de deux clefs d'argent posées en chevron renversé, les pannetons affrontés. |
| Blason de Delouze-Rosières | Détails | Création Robert André Louis. Adoptée le 20 novembre 2015. |

| Blason de Delut | Blason  | D'azur au pigeon essorant d'or à dextre et à l'étoile du même en chef à senestre; à l'orle ondé d’argent duquel jaillit en pointe un jet d'eau du même. |
| Blason de Delut | Détails | Création Robert André Louis et Dominique Lacorde. Adoptée le 23 octobre 2015.                                                                           |

| Blason de Demange-aux-Eaux | Blason  | D'or : au chevron ondé haussé d'azur chargé de trois roses d'argent au bouton étoilé d'or, accompagné, en chef, de deux tournelles de gueules et, en pointe, d'une mitre du même chargée d'une flamme d'argent. |
| Blason de Demange-aux-Eaux | Détails | Création Robert André Louis. Adoptée le 26 octobre 2012. |

| Blason de Dieppe-sous-Douaumont | Blason  | D'azur à la crosse épiscopale d'or senestrée d'une épée d'argent, garnie aussi d'or, le tout accompagné de trois clous aussi d'argent. |
| Blason de Dieppe-sous-Douaumont | Détails | Le statut officiel du blason reste à déterminer.                                                                                       |

| Blason de Dombasle-en-Argonne | Blason  | D'azur, à la bande ondée d'argent chargée d'une bande ondée de gueules, surchargée d'un crosseron posé à plomb, accosté de deux annelets, accompagnée en chef d'une tête de lion et en pointe d'un épi d'orge posé en bande, tous d'or. Ornements extérieursCroix de guerre 1914-1918 |
| Blason de Dombasle-en-Argonne | Détails | Création Robert André Louis et Dominique Lacorde, adoptée le 2 avril 2021.[réf. nécessaire] |

| Blason de Dommary-Baroncourt | Blason  | D'argent à trois pals alésés et fichés de sable. |
| Blason de Dommary-Baroncourt | Détails | Le statut officiel du blason reste à déterminer. |

| Blason de Dompcevrin | Blason  | Tiercé en pairle: au 1er de gueules à la lyre d'or, au 2e d'azur au four à chaux ancien d'argent crachant des flammes de gueules, au 3e d'or au rocher isolé d'azur. |
| Blason de Dompcevrin | Détails | Création Robert André Louis. Adoptée le 11 septembre 2014. |

| Blason de Domremy-la-Canne | Blason  | D'azur à la fasce d'argent chargée d'une anille de sable, accompagnée en chef d'une colombe essorant d'argent tenant en son bec une canne de gueules et en pointe, d'une rose d’argent. |
| Blason de Domremy-la-Canne | Détails | Armes parlantes. (canne) Création Dominique Larcher. Adoptée en 2005. |

| Blason de Douaumont | Blason  | Coupé voûté: au 1er de gueules à deux baïonnettes hautes d’argent, garnies d’or et passées en sautoir, au 2e de sinople au triquètre d’argent accosté de deux croisettes ancrées du même; à la tourelle de fort d’or armée d’un canon d’argent, l'âme de sable, brochant sur la partition. |
| Blason de Douaumont | Détails | Création Robert André Louis et Dominique Lacorde. Armes adoptées en juillet 2016. |

| Blason de Doulcon | Blason  | Tranché ondé : au 1er de sinople à la tour d'argent ouverte et ajourée du champ adextrée d'un léopard ailé d'argent assis, vu de front; au 2e de gueules à deux clés renversées et contournées d'argent, rangées en bande; à la cotice ondée d'or brochant sur la partition. |
| Blason de Doulcon | Détails | Création de Robert André Louis et Dominique Lacorde. Adoptée en mai 2016. |

| Blason de Dun-sur-Meuse | Blason  | De gueules, à la tour d'argent, couverte, terrassée et flanquée de deux échauguettes du même, accostée de deux écussons d'azur semés de croix recroisetées au pied fiché, à deux bars adossés brochant et à la bordure, le tout d'or. |
| Blason de Dun-sur-Meuse | Détails | Le statut officiel du blason reste à déterminer. |

| Blason de Duzey | Blason  | Coupé d'azur et de gueules ; au pal ondé d'argent, déporté à senestre, brochant sur le tout, adextré d'un plant de pissenlit d'or chargeant l'azur et d'une quintefeuille d'argent chargeant le gueules. |
| Blason de Duzey | Détails | Adopté le 23 novembre 2021. |

Pas d'information pour les communes suivantes : Dieue-sur-Meuse, Dombras, Dommartin-la-Montagne, Dompierre-aux-Bois, Doncourt-aux-Templiers, Dugny-sur-Meuse
- Haut – A
- B
- C
- D
- E
- F
- G
- H
- I
- J
- K
- L
- M
- N
- O
- P
- Q
- R
- S
- T
- U
- V
- W
- X
- Y
- Z

## E
| Blason de Écouviez | Blason  | Tiercé en pairle au 1° d'azur au vannet d'or, au 2° de gueules à la fleur de genêt contournée d'or tigée et feuillée de sinople, au 3° d'or à la tête de lion de gueules couronnée, allumée et lampassée d'argent. |
| Blason de Écouviez | Détails | Création Robert André Louis et Dominique Lacorde. Adopté le 15 avril 2015. |

| Blason de Eix | Blason  | Gironné de douze pièces de gueules et d’argent, à une entrée de tunnel en ogive muraillée d’or brochant sur le tout |
| Blason de Eix | Détails | Création Dominique Larcher. Adopté le 06 novembre 2017.                                                             |

| Blason de Les Éparges | Blason  | Mantelé versé, au 1) de gueules chargé d'un casque Adrian taré de profil d'or ; au 2) de sinople, à deux palmes d'argent posées en chevron renversé ; à la bordure diminuée d'or . |
| Blason de Les Éparges | Détails | Création de MM. Dominique Larcher, Dominique Lacorde et Robert-André Louis, le 14 octobre 2016.                                                                                    |

| Blason de Épiez-sur-Meuse | Blason  | De gueules, au cheval cabré d’argent bridé et sellé d’or, au chef cousu* d’azur chargé de deux gerbes d’or posées en bande. |
| Blason de Épiez-sur-Meuse | Détails | Création R.A Louis, adoptée le 16 août 2016.                                                                                |

| Blason de Épinonville | Blason  | De gueules au rameau d'aubépine tigé et feuillé d'or, fleuri d'argent au bouton d'or étoilé entouré de dix losanges de gueules, accompagné d'un chevronnel ondé d'or haussé jusqu'au trait de partition ; chapé ondé d'azur, chargé à dextre d'un loup ravissant d'argent contourné et à senestre d'un lion du même à queue fourchue. |
| Blason de Épinonville | Détails | Armes parlantes. (aubépine) Création Robert André Louis, Dominique Lacorde. Adopté en avril 2012. Autres blasons : - Eclisfontaine : De gueules au loup ravissant d'argent surmonté à dextre d'un besant d'or chargé d'un tourteau d'azur et à senestre d'une fontaine héraldique d'or remplie d'azur traversée de deux sources d'argent. - Ivoiry: D'azur au lion d'argent à la queue fourchue, armé et lampassé de gueules, surmonté à dextre d'une mitre et à senestre d'une cloche, les deux d'or; le tout enfermé dans un orle ondé en filet du même. |

| Blason de Érize-la-Brûlée | Blason  | Parti de Lorraine, et d'un coupé au 1er d'argent à trois losanges de sable, au 2d d'azur à un bûcher de gueules enflammé d'or.                                                                                          |
| Blason de Érize-la-Brûlée | Détails | * Il y a là non-respect de la règle de contrariété des couleurs : ces armes sont fautives (gueules sur azur). Armes parlantes. (feu à rapprocher de "brûlée") Création de M. Jean-François Binon, adoptée en août 2013. |

| Blason de Érize-la-Petite | Blason  | D'azur à la bande ondée d'or chargée de deux socs de charrue de gueules, posés en bande, la pointe en bas, et accompagnée, en chef, d'un diamant d'argent et, en pointe, d'une fleur de lis de jardin du même. Remarque : les socs sont dits « posés en bande » ce qui est par défaut, et « la pointe en bas », ce qui l'est aussi, donc ici fautivement redondant |
| Blason de Érize-la-Petite | Détails | Création Robert André Louis. Adoptée en novembre 2014. |

| Blason de Érize-Saint-Dizier | Blason  | De gueules au diamant d'argent accosté de 2 bars adossés d'or; au chef d'or au sautoir de gueules. |
| Blason de Érize-Saint-Dizier | Détails | Création Robert André Louis. Adoptée le 31 octobre 2012.                                           |

| Blason de Erneville-aux-Bois | Blason  | Coupé: au 1er de gueules à la colombe du saint Esprit fondant et tenant dans son bec la sainte Ampoule d'or, accostée de deux épées hautes d'argent garnies d'or posées en bande à dextre et en barre à senestre, au 2e d'azur à trois pals d'argent et à l'agneau couché d'or tenant une hampe du même ornée d'un tau de gueules, brochant sur le pal du milieu. |
| Blason de Erneville-aux-Bois | Détails | composition Robert André Louis adoptée en Mars 2017 |

| Blason de Esnes-en-Argonne | Blason  | De gueules à la barre de vair appointée versé et à la bande d'argent chargée de trois fleurs de lis d'azur brochant sur le tout. |
| Blason de Esnes-en-Argonne | Détails | Création de MM. Dominique Lacorde et Dominique Larcher, adoptée le 15 novembre 2013.                                             |

| Blason de Étain | Blason  | De gueules à trois pichets d'argent, les deux en chef affrontés. |
| Blason de Étain | Détails | Le statut officiel du blason reste à déterminer.                 |

| Blason de Éton | Blason  | Coupé d'azur à une étoile d'or et de sable; à la bande d'or brochant sur la partition, chargée d'une cotice de sable surchargée des dates « 1914 » et « 1925 » en chiffres d'or. Devise« floreat etona » (puisse Éton prospérer). |
| Blason de Éton | Détails | blason sculpté sur la façade de la mairie |

| Blason de Euville | Blason  | D'argent à la croix abaissée de sinople, chargée d'une épée d'argent garnie d'or et cantonnée en chef dextre de deux masses d'armes passées en sautoir, en chef senestre d'un soc d'araire, en pointe de deux phéons, le tout de gueules. |
| Blason de Euville | Détails | Création de M. Robert André Louis, adoptée en octobre 2011. |

| Blason de Èvres | Blason  | Tranché-ondé d'or à la hure de sanglier de sable allumée et défendue d'argent, et de gueules à la baleine d'argent, l'évent soufflant un jet du premier, accostée de deux billettes nouées du même, posées en fasce et rangées en bande. |
| Blason de Èvres | Détails | Création de M. Robert André Louis, adoptée le 11 juillet 2013. |

Pas d'information pour les communes suivantes : Écurey-en-Verdunois, Étraye

- Haut – A
- B
- C
- D
- E
- F
- G
- H
- I
- J
- K
- L
- M
- N
- O
- P
- Q
- R
- S
- T
- U
- V
- W
- X
- Y
- Z

## F
| Blason de Fains-Véel | Blason  | Coupé d'azur à six filets en pal d'argent, et de sinople à trois burèles du second. |
| Blason de Fains-Véel | Détails | Le statut officiel du blason reste à déterminer.                                    |

| Blason de Fleury-devant-Douaumont | Blason  | Coupé d'azur à l’échauguette d'argent maçonnée de sable et accostée de deux étoiles d'or, et du même à la violette fleurie de deux pièces de pourpre boutonnées du champ, tigée et feuillée de deux pièces de sinople. |
| Blason de Fleury-devant-Douaumont | Détails | Création de MM. Robert André Louis et Dominique Lacorde, adoptée en février 2016. |

| Blason de Foameix-Ornel | Blason  | De sinople à la bande ondée d'argent chargée d'une grenouille de sinople accompagnée en chef d'un clou et en pointe d'un épi de blé, le tout d'or et posé en bande. |
| Blason de Foameix-Ornel | Détails | Création de M. Dominique Larcher, adoptée le 24 mai 2013. |

| Blason de Forges-sur-Meuse | Blason  | D’or à la forge de sable, enflammée de gueules, mouvant de la pointe ; chapé d’argent à trois fasces du second. |
| Blason de Forges-sur-Meuse | Détails | Armes parlantes. (forge) Création de MM. Dominique Larcher et Dominique Lacorde, adoptée en février 2013.       |

| Blason de Foucaucourt-sur-Thabas | Blason  | De gueules à la toupie d'argent senestrée d'une soupière du même, soutenues toutes deux d'une plaine ondée d'argent ; au chef cousu d'azur à une sauterelle d'or. |
| Blason de Foucaucourt-sur-Thabas | Détails | * Il y a là non-respect de la règle de contrariété des couleurs : ces armes sont fautives (azur sur gueules). Le statut officiel du blason reste à déterminer.    |

| Blason de Frémeréville-sous-les-Côtes | Blason  | D'or à la bande de gueules chargée de trois fleurs d'edelweiss d'argent boutonnées d'or, accompagnée en chef d'une baratte de gueules et en pointe d'un corps d'alambic du même, surmonté de son chapiteau à col de cygne du même vers la dextre, et chauffé par un feu d'argent. |
| Blason de Frémeréville-sous-les-Côtes | Détails | Création de MM. Robert André Louis et Dominique Lacorde, adoptée le 24 septembre 2014. |

| Blason de Fresnes-au-Mont | Blason  | Parti d'argent à une feuille de frêne de sinople posée en pal, et de gueules à la tête de loup arrachée d'or soutenue d'une tête d'Éole soufflant du même ; au mont de sinople mouvant de la pointe et brochant sur le tout. |
| Blason de Fresnes-au-Mont | Détails | Armes parlantes. (frêne + mont) Création de M. Robert André Louis, adoptée en octobre 2016. |

| Blason de Fresnes-en-Woëvre | Blason  | D'azur à la crosse d'or mouvant de la pointe senestrée d'une épée d'argent garnie d'or, le tout accompagné des trois clous de la Passion d'argent. |
| Blason de Fresnes-en-Woëvre | Détails | Le statut officiel du blason reste à déterminer.                                                                                                   |

| Blason de Froidos | Blason  | Coupé au 1) de gueules à l'agneau d'argent couché, tenant une hampe ornée d'un tau d'or, accosté en chef de deux étoiles du même, au 2) d'or à un pichet de poterie coupé ondé d'azur et de gueules. |
| Blason de Froidos | Détails | Création de MM. Robert André Louis et Dominique Lacorde, adoptée en décembre 2014. |

| Blason de Fromeréville-les-Vallons | Blason  | D'azur à saint Alban d'argent accosté de deux pains longs d'or posés en pal; au chef cousu* de gueules chargé d'une couronne vallaire d'or.                                                     |
| Blason de Fromeréville-les-Vallons | Détails | * Il y a là non-respect de la règle de contrariété des couleurs : ces armes sont fautives (gueules sur azur). Création de MM. Robert André Louis et Dominique Lacorde, adoptée le 13 mars 2014. |

| Blason de Fromezey | Blason  | D'azur semé de croix recroisetées au pied fiché d'or; à une oie contournée d'argent, becquée et membrée d'or et à une cigogne au naturel affrontée avec l'oie, brochant sur le tout. Devise« ouï dire » (j’entends dire). |
| Blason de Fromezey | Détails | Création de M. Dominique Larcher, adoptée le 15 juillet 2011. |

Pas d'information pour les communes suivantes : Flassigny, Fontaines-Saint-Clair, Futeau, Fouchères-aux-Bois
- Haut – A
- B
- C
- D
- E
- F
- G
- H
- I
- J
- K
- L
- M
- N
- O
- P
- Q
- R
- S
- T
- U
- V
- W
- X
- Y
- Z

## G
| Blason de Gercourt-et-Drillancourt | Blason  | Coupé crénelé : au 1er d'azur à trois fers de moulin d'or rangés en fasce, au 2e d'argent au caducée composé d'un miroir d'argent bordé et emmanché de gueules autour duquel s'enroule un serpent contourné du même. |
| Blason de Gercourt-et-Drillancourt | Détails | Création Dominique Lacorde et Dominique Larcher. Adoptée le 31 octobre 2012. |

| Blason de Géry | Blason  | De gueules à la rose des vents d'or soutenue de deux chaînes rompues du même posées en chevron renversé ; au chef d'or chargé d'un geai d'azur tenant dans son bec un grain de riz d'argent. |
| Blason de Géry | Détails | Armes parlantes. (geai + riz) Création Robert A. Louis, adoptée en décembre 2012. |

| Blason de Gesnes-en-Argonne | Blason  | D'azur à la bande d'argent chargée d'une bande de gueules surchargée d'un coq accompagné de deux gerbes de blé, le tout d'or et à plomb, la bande accompagnée en chef d'un Saint Pie d'argent et en pointe d'un croissant du même surmonté d'une étoile d'or. |
| Blason de Gesnes-en-Argonne | Détails | Adopté en avril 2010 sur proposition de Dominique Lacorde. |

| Blason de Gimécourt | Blason  | Coupé : au 1er d'azur à une croix pommetée au pied fiché d'argent, accostée de deux épis d'or ; au 2d d'argent à une tête de lion de gueules couronné d'or et lampassé d'azur. |
| Blason de Gimécourt | Détails | Création Robert A. Louis. Adoptée le 11 décembre 2020. |

| Blason de Gincrey | Blason  | Coupé ondé : au 1er d'argent à quatre joncs au naturel, tigés et feuillés de sinople posés en pal et mouvant de la partition, au 2d de gueules au fût de canon d'or posé en bande. |
| Blason de Gincrey | Détails | Création Dominique Larcher. Adoptée le 30 juin 2017. |

| Blason de Givrauval | Blason  | Écartelé en sautoir : au 1er d'azur au cristal de givre d'argent, au 2e d'or à la quintefeuille de gueules au bouton pentagonal du champ entouré de cinq triangles d'argent, au 3e d'or à la roue de moulin de gueules, au 4e d'azur à la fontaine héraldique d'azur à deux ondes d'argent cerclée d'or. |
| Blason de Givrauval | Détails | Création Robert A. Louis. Adoptée en juillet 2014 |

| Blason de Girauvoisin | Blason  | De gueules à deux lances de tournoi hautes d'or en chef, passées en sautoir, cantonnées au I d’une quartefeuille d'or boutonnée du même et, au IV, d'une grue, hardie et éployée d’argent, soutenue d'une trangle ondée et abaissée du même. |
| Blason de Girauvoisin | Détails | Création Robert A. Louis. Adoptée le 16 décembre 2015. |

| Blason de Gondrecourt-le-Château | Blason  | D'or à la croix dentelée de sable.               |
| Blason de Gondrecourt-le-Château | Détails | Le statut officiel du blason reste à déterminer. |

| Blason de Goussaincourt | Blason  | Coupé : de gueules au fouet aux lanières plombées d'or posé en barre et d'argent à cinq mouchetures d'hermine 3-2. |
| Blason de Goussaincourt | Détails | Le fouet est l'instrument du martyre de Saint Gervais, patron de la paroisse. Les mouchetures d'hermine sont des éléments des armes de Jean d'Anneville, seigneur du lieu. Création Robert A. Louis. Adoptée en avril 2017. |

| Blason de Gremilly | Blason  | Tiercé en pairle renversé : au 1er d'azur à la tête de la Vierge Marie couronnée d'or, au 2e d’argent à la fleur de grémil pourpre bleu Buglossoides purpurocaerula d'azur boutonnée de pourpre, au 3e de gueules au cerf d’argent. |
| Blason de Gremilly | Détails | Création Robert A. Louis et Dominique Lacorde. Adoptée le 4 août 2017. |

| Blason de Grimaucourt-en-Woëvre | Blason  | Taillé: au 1er de gueules au clou d'argent senestré d'une bourse d'or, le clou surmontant un serpent enroulé d'or à la tête traversée par une flèche d'argent et la queue mouvant d'un robinet d'argent également, le serpent chargé du mot fluor de gueules [d'après la sculpture d'André FORFERT], au 2e d'or à la tête de cheval arrachée de gueules, bridée et allumée d'argent, accompagnée de deux tuiles romaines de gueules et posées en fasce, une en chef et l'autre en pointe. |
| Blason de Grimaucourt-en-Woëvre | Détails | Création Robert André LOUIS adoptée le 29 novembre 2023. |

| Blason de Grimaucourt-près-Sampigny | Blason  | De gueules à deux piles d'argent croisées en chevron et soutenues d'une tête de loup arrachée d'or ; au chef d'argent chargé de deux croisettes pommetées au pied fiché d'azur. |
| Blason de Grimaucourt-près-Sampigny | Détails | Création Robert A. Louis. Adoptée en juin 2011. |

| Blason de Guerpont | Blason  | D'azur au pont droit de trois arches d'or maçonné de sable, accompagné, en chef, d'une hure de sanglier d'argent accostée de deux fers de hallebarde d'or affrontés, celui de dextre en barre et celui de senestre en bande, et, en pointe, d'une roue de moulin du même. |
| Blason de Guerpont | Détails | Création Robert A. Louis et Patrick Bernard. Adoptée le 19 août 2014. |

| Blason de Gussainville | Blason  | D’or au lion de gueules, armé et lampassé de sable; au pal d’argent brochant sur le tout. |
| Blason de Gussainville | Détails | Création Dominique Larcher. Adoptée le 9 mars 2012.                                       |

Pas d'information pour les communes suivantes : Gouraincourt
- Haut – A
- B
- C
- D
- E
- F
- G
- H
- I
- J
- K
- L
- M
- N
- O
- P
- Q
- R
- S
- T
- U
- V
- W
- X
- Y
- Z

## H
| Blason de Halles-sous-les-Côtes | Blason  | D'azur à la halle à colonnes du lavoir-fontaine-égayoir du village d'or, maçonnée de sable en pointe, sommée à senestre des contours, en filet d'argent, de la façade stylisée de l'église Saint-Barthélemy du village, mouvant du flanc senestre et aux inscriptions d'argent "HALLES et "SOUS-LES-COTES", en chef, l'une au-dessus de l'autre, la seconde en lettres plus petites, les deux brochant sur la façade de l'église. |
| Blason de Halles-sous-les-Côtes | Détails | Armes parlantes. (halle) Blason inséré dans "le Patrimoine des communes de la Meuse" – Flohic, édition -1999 et utilisé par la commune en octobre 2021. |

| Blason de Han-sur-Meuse | Blason  | De gueules, à une épée d'argent garnie d'or, accompagnée à dextre d'un épi de nard d'or et à senestre d'une gerbe d'or du même au chef ondé cousu d'azur* à deux lions affrontés d'or. |
| Blason de Han-sur-Meuse | Détails | * Il y a là non-respect de la règle de contrariété des couleurs : ces armes sont fautives (azur sur gueules). Armoiries composées par Robert André LOUIS adoptées le 18 mars 2016.     |

| Blason de Han-lès-Juvigny | Blason  | Coupé ondé d'une pièce vers le chef et de deux demi-pièces par un filet élargi d'argent : au 1er parti au I de gueules à une navette de tisserand d'or posée en barre, au II d'or à un maillet de sculpteur de gueules posé en bande, au 2d de sinople à une vache arrêtée d'argent, tachetée de sable et la tête de trois-quarts, surmontée d'une capsule éclatée de buis d'or. |
| Blason de Han-lès-Juvigny | Détails | Création Robert A. Louis, Dominique Lacorde et Charles-Henri Capelle. Adoptée le 13 novembre 2020. |

| Blason de Hannonville-sous-les-Côtes | Blason  | D'azur aux deux clefs d'argent passées en sautoir, les pannetons d'or en forme de lettre H et les anneaux remplis chacun des lettres S, L et C capitales de sable. Devise« ouvrir, fermer à bon escient ». |
| Blason de Hannonville-sous-les-Côtes | Détails | Le statut officiel du blason reste à déterminer. |

| Blason de Harville | Blason  | D'argent à la fasce de sinople chargée d'une fleur de lys d'or accostée de deux têtes de chevaux affrontées d'argent, accompagnée en chef d'une étoile de pourpre et en pointe d'une roue de moulin de sable mouvant d'une onde d'azur. |
| Blason de Harville | Détails | Création Dominique Larcher. Adoptée le 20 janvier 2015. |

| Blason de Hattonchâtel | Blason  | Parti au premier d'or à la bande de gueules chargée de trois alérions d'argent ; au second, écartelé au I et au IV de sable à la croix d'argent, au II et au III d'azur à six annelets d'argent disposés 3, 2, 1. |
| Blason de Hattonchâtel | Détails | Le statut officiel du blason reste à déterminer. |

| Blason de Hattonville | Blason  | Écartelé de sable à la croix d'argent, et d'azur à six annelets d'argent disposés 3, 2, 1. |
| Blason de Hattonville | Détails | Écartelé des armes de la famille seigneuriale d'Hattonchâtel, et de leurs alliés, la famille de Clermont, qui portaient d'azur à six annelets d'argent percés d'une flèche posée en barre du même. Ces armes furent simplifiées pour des questions pratiques. Blason historique, depuis la fusion de la ville dans la commune de Vigneulles-lès-Hattonchâtel en 1973. |

| Blason de Haudiomont | Blason  | D'azur, chargé : en chef, d'une tour d'or, maçonnée de sable, ouverte et ajourée du champ, accostée à dextre d'une croix papale et à senestre d'une gouge passée en sautoir avec un maillet de sculpteur, les trois d'argent et en pointe, d'une couronne d'épines d'or également. |
| Blason de Haudiomont | Détails | Création Robert André LOUIS et Dominique LACORDE utilisée de fait par la commune depuis le 19 mars 2021. |

| Blason de Haumont-près-Samogneux | Blason  | De gueules au sac à céréales d'or chargé d'une coquerelle de gueules; mantelé d'azur chargé de deux grêliers d'or adossés et accompagnés en chef d'un soleil non figuré d'or; au chevronnel d'argent brochant sur la partition. |
| Blason de Haumont-près-Samogneux | Détails | Création Robert André Louis et Dominique Lacorde. Utilisé depuis décembre 2016. |

| Blason de Hauts-de-Chée (Les) | Blason  | De gueules au pairle ondé d'or, accompagné, en chef, d'une hirondelle en vol étendu du même, à dextre, d'un fer de hache d'armes d'argent et, à senestre, d'une lyre du même. |
| Blason de Hauts-de-Chée (Les) | Détails | composition de Robert André LOUIS adoptée en septembre 2014 |

| Blason de Heippes | Blason  | De gueules à la tête de chevreau arrachée d'argent ; mantelé ondé parti : à dextre d'azur à une croix de Malte d'or, à senestre d'or à une croix latine aiguisée, au pied perronné, de gueules. |
| Blason de Heippes | Détails | Création Robert André Louis et Dominique Lacorde; Adopté le 6 octobre 2014. |

| Blason de Hennemont | Blason  | Coupé voûté: au 1er de gueules au phœnix d'or sur son immortalité d'argent, accosté de deux annelets du même; au 2e de sinople au bouquet de trois épis de blé d'or, liés du même. |
| Blason de Hennemont | Détails | Armoiries composées par R.A. LOUIS et Dominique LACORDE, adoptées le 04 septembre 2015.                                                                                            |

| Blason de Herbeuville | Blason  | De sinople au serpent ondoyant en pal d’or, à l'étole d’argent attachée à son cou; accompagné de trois quintefeuilles d’argent boutonnées d’or. |
| Blason de Herbeuville | Détails | Création Dominique Larcher. Adopté le 11 février 2014.                                                                                          |

| Blason de Herméville-en-Woëvre | Blason  | De sable à la chaîne rompue d'or posée en bande, accompagnée en chef d'un soulier vêtu d’une guêtre d'argent, et en pointe d'une tortue du même. |
| Blason de Herméville-en-Woëvre | Détails | Création Dominique Larcher. Adopté le 17 octobre 2017.                                                                                           |

| Blason de Heudicourt-sous-les-Côtes | Blason  | Écartelé: aux 1er et 4e d'argent à la croix engrêlée de gueules, aux 2e et 3e d'azur au pal bretessé d'or chargé d'une vergette de sable. |
| Blason de Heudicourt-sous-les-Côtes | Détails | Devise: « si fractus illabur orbis » (il verrait l'Univers s'écrouler sous ses pas).                                                      |

| Blason de Hévilliers | Blason  | D'or à deux pics de gueules en sautoir, au chef d'azur à une fleur de lys d'argent accostée de deux roses du même. |
| Blason de Hévilliers | Détails | Le statut officiel du blason reste à déterminer.                                                                   |

| Blason de Horville-en-Ornois | Blason  | D'azur à l'agneau pascal couché d'argent tenant une bannière du même à la croix de gueules, surmonté de deux bouquets de trois épis de blé d'or. |
| Blason de Horville-en-Ornois | Détails | Création Robert André Louis, 2011. Utilisée depuis 2014.                                                                                         |

| Blason de Houdelaincourt | Blason  | Coupé voûté: au 1er de gueules à deux clés d'or passées en sautoir, liées par une chaîne du même, accostées de deux croisettes d'argent, au 2e d'or à la poule d'eau essorante de sable, allumée d'or, becquée et membrée de gueules. |
| Blason de Houdelaincourt | Détails | Création Robert André Louis. Adopté en juin 2011. |

Pas d'information pour les communes suivantes : Haudainville .
- Haut – A
- B
- C
- D
- E
- F
- G
- H
- I
- J
- K
- L
- M
- N
- O
- P
- Q
- R
- S
- T
- U
- V
- W
- X
- Y
- Z

## I
| Blason de Inor | Blason  | Écartelé : au 1er d'or à une fraise de gueules aux akènes d'or et feuillée de sinople, au 2e d'azur à une fleur de lys d'or, au 3e d'azur à la cotice haussée d'argent accompagnée en pointe d'une doloire d'or, au 4e d'or à un coq hardi et chantant de gueules, allumé d'argent. Ornements extérieursCroix de guerre 1939-1945 |
| Blason de Inor | Détails | Création Robert A. Louis et Dominique Lacorde. Adoptée le 9 septembre 2020. |

| Blason de Islettes (Les) | Blason  | De gueules à deux carafes d'argent en cours de façonnage sur deux cannes de verrier d'or passées en sautoir, accompagnées, en chef, d'un chêne d'or englanté d'argent et, en pointe, d'une assiette d'argent chargée d'un coq hardi de gueules ; au chef cousu d'azur chargé d'un bâton de gueules péri en bande accompagné de trois fleurs de lys d’or. |
| Blason de Islettes (Les) | Détails | * Ces armes emploient le terme « cousu » dans le seul but de contrevenir à la règle de contrariété des couleurs : elles sont fautives : azur sur gueules. création Robert DESTREZ conseiller municipal vers 1960, utilisée par la commune |

| Blason de Ippécourt | Blason  | Tiercé en pairle au 1 de gueules à la colombe fondante d'argent, au 2 d'or au cheval cabré de gueules bridé d'argent et au 3 d'azur à deux annelets d'argent traversés chacun d'une flèche versée en barre. |
| Blason de Ippécourt | Détails | Création Robert A. Louis. Adoptée le 20 mars 2015. |

Pas d'information pour les communes suivantes : Iré-le-Sec
- Haut – A
- B
- C
- D
- E
- F
- G
- H
- I
- J
- K
- L
- M
- N
- O
- P
- Q
- R
- S
- T
- U
- V
- W
- X
- Y
- Z

## J
| Blason de Jametz | Blason  | D'argent au phare de sable ouvert et ajouré du champ, allumé de gueules et mouvant de la pointe. |
| Blason de Jametz | Détails | Le statut officiel du blason reste à déterminer.                                                 |

| Blason de Jonville-en-Woëvre | Blason  | D’argent à la touffe de trois joncs au naturel mouvant d’un marais d’azur; au chef de gueules chargé d'une croisette alésée d'argent, accostée de deux cailloux d’or. |
| Blason de Jonville-en-Woëvre | Détails | Armes parlantes. (joncs) Création Dominique Larcher. Adopté le 14 décembre 2012.                                                                                      |

| Blason de Jouy-en-Argonne | Blason  | Parti : au 1er de gueules à un buste du dieu Mars d'or en chef et à une feuille de chêne du même posée en bande, en pointe, au 2d d'azur à une croix papale d'argent et à une croix tréflée de gueules brochant en cœur sur la précédente. Ornements extérieursCroix de guerre 1914-1918 |
| Blason de Jouy-en-Argonne | Détails | Adopté le 4 avril 2023. |

| Blason de Julvécourt | Blason  | Tranché, au 1, d'azur à l'ange en vol posé en bande de carnation, vêtu d'argent, chevelé et ailé d'or, portant une plume du même de sa main dextre ; senestré d'une faine du même ; au 2 d'or, à l'écusson d'azur chargé d'une couronne d'or et à 6 vergettes d'argent brochant sur le tout, surmonté à dextre d'un brin de luzerne en pal feuillé de sinople et fleuri de gueules |
| Blason de Julvécourt | Détails | Création Robert A. LOUIS et Dominique LACORDE, adoptée le 18/08/2021. |

| Blason de Juvigny-en-Perthois | Blason  | Ecartelé en sautoir au 1° d'azur au M antique d'or couronné du même, aux 2° et 3° d'or au triangle renversé de gueules et au 4° d'azur à une broye d'or. |
| Blason de Juvigny-en-Perthois | Détails | Le statut officiel du blason reste à déterminer. |

| Blason de Juvigny-sur-Loison | Blason  | Coupé: au 1er d'or à l'aigle couronnée de gueules, allumée d’argent, au 2e d’azur à la fleur de benoîte commune d'or, pointée d'argent, accostée de deux plumes d'oie du même, celle à dextre posée en bande, celle à senestre posée en barre; à la divise ondée d'argent brochant sur la partition. |
| Blason de Juvigny-sur-Loison | Détails | Armoiries composées par Robert A. Louis et Dominique Lacorde, adoptées le 19 juin 2017. |

- Haut – A
- B
- C
- D
- E
- F
- G
- H
- I
- J
- K
- L
- M
- N
- O
- P
- Q
- R
- S
- T
- U
- V
- W
- X
- Y
- Z

## K
| Blason de Kœur-la-Grande | Blason  | De Lorraine, brisé d'un lambel à trois pendants d'azur.                                       |
| Blason de Kœur-la-Grande | Détails | Création de M. François Meyer (1998) d'après l'Armorial de Lapaix, adoptée le 6 février 2014. |

| Blason de Kœur-la-Petite | Blason  | D'azur au lion d'or, à la fasce d'argent brochant sur le tout.     |
| Blason de Kœur-la-Petite | Détails | Création de M. François Meyer, 1998, adoptée le 16 septembre 2014. |

- Haut – A
- B
- C
- D
- E
- F
- G
- H
- I
- J
- K
- L
- M
- N
- O
- P
- Q
- R
- S
- T
- U
- V
- W
- X
- Y
- Z

## L
| Blason de Labeuville | Blason  | Écartelé en sautoir: au 1er de sinople au soleil d’or, aux 2e et 3e de sable à la lune en croissant d’argent, les deux lunes affrontées, au 4e de sinople au clocher d’or; à la cotice en barre ondée et à la cotice passées en sautoir, le tout d’argent brochant sur la partition. |
| Blason de Labeuville | Détails | Dominique Larcher. Adopté le 1er juillet 2013. |

| Blason de Lachalade | Blason  | D’azur à la crosse d’or posée en bande, à la croix fleurdelisée du même brochante. |
| Blason de Lachalade | Détails | Création Dominique Lacorde et Robert André Louis. Adoptée le 7 décembre 2013.      |

| Blason de Lachaussée | Blason  | D'azur aux deux bars adossés d'or, accompagnés de quatre croisettes recroisetées aux pieds fichés du même, côtoyés à dextre et à senestre de deux tours d'argent, chacune sur un tertre de sinople. |
| Blason de Lachaussée | Détails | * Il y a là non-respect de la règle de contrariété des couleurs : ces armes sont fautives (sinople sur azur). utilisé par la commune.                                                               |

| Blason de Lacroix-sur-Meuse | Blason  | D'or à la trangle ondée d'azur haussée surmontée d'une croix de gueules et soutenue d'un léopard d'azur tenant un maillet de sculpteur de gueules. |
| Blason de Lacroix-sur-Meuse | Détails | Création Robert André Louis et Dominique Lacorde, 2013.                                                                                            |

| Blason de Lahaymeix | Blason  | D'azur à l'étoile à six rais d'argent surmontée d'un chevronnel d'or et soutenue d'une fasce palissée du même ; au chef de gueules au rencontre de loup senestré d'une tête d'Eole le tout d'or. |
| Blason de Lahaymeix | Détails | * Il y a là non-respect de la règle de contrariété des couleurs : ces armes sont fautives (gueules sur azur). Le statut officiel du blason reste à déterminer.                                   |

| Blason de Lahayville | Blason  | D'argent au rameau de buisson ardent tigé et feuillé de sinople, fruité et armé de gueules; chapé et chaussé courbé d'azur, chargé en chef à dextre d'un M antique surmonté d'une couronne, à senestre d'une libellule, le tout d'or. |
| Blason de Lahayville | Détails | Création Robert A. Louis. Adoptée en février 2014. |

| Blason de Laheycourt | Blason  | Parti: au 1er d'azur à deux bars adossés d'or, au 2e d'or à la roue d'engrenage de sable; à la trangle ondée d'argent brochant en pointe sur le tout; le tout sommé d'un chef de gueules chargé d'un lion léopardé d'or. |
| Blason de Laheycourt | Détails | Création Robert A. Louis. Adoptée le 29 janvier 2014. |

| Blason de Laimont | Blason  | De gueules à trois lionceaux d'or.               |
| Blason de Laimont | Détails | Le statut officiel du blason reste à déterminer. |

| Blason de Lamorville | Blason  | De sable à deux fasces d’argent chargées de deux lions léopardés de gueules; au chef d’or à la bande d’azur chargée de trois monts isolés d’argent à plomb accompagnée de deux couronnes de laurier de sinople. |
| Blason de Lamorville | Détails | Création François Meyer. Utilisée depuis 2010. |

| Blason de Lamouilly | Blason  | Écartelé en sautoir: au 1er d'azur à la colombe en vol d'argent portant un rameau d'olivier d'or, au 2e d'argent à la tête de lion de sable couronnée d'or, au 3e d'argent chargé d'un manteau de centurion de gueules et à l'épée d'or abaissée,brochant, au 4e d'azur à deux haches d'or, emmanchées d'argent, passées en sautoir. |
| Blason de Lamouilly | Détails | Création Robert André Louis et Dominique Lacorde adoptée le 7 avril 2021. |

| Blason de Landrecourt-Lempire | Blason  | Tiercé en pairle renversé: au 1) d'or à la croix tréflée de sable, au 2) d'azur à un coq d'or, au 3) de gueules à une mitre d'argent. |
| Blason de Landrecourt-Lempire | Détails | Création Jean-François Binon. Utilisée depuis 2013                                                                                    |

| Blason de Laneuville-au-Rupt | Blason  | D'azur à la trangle ondée d'argent surmontée d'une ancre de marine d'or posée en bande et soutenue de broyes d'or. |
| Blason de Laneuville-au-Rupt | Détails | Le statut officiel du blason reste à déterminer.                                                                   |

| Blason de Laneuville-sur-Meuse | Blason  | D'azur au chevron d'argent accompagné en pointe d'une ancre de marine d'or et en chef de deux tours-colombiers du même, ouvertes et ajourées du champ, essorées de sable, la porte de chacune accostée de deux meurtrières du même; au chef ondé de gueules soutenu d'une trangle ondée d'argent, chargé d'un double nœud d'ajust d'or. |
| Blason de Laneuville-sur-Meuse | Détails | Création Robert André Louis et Dominique Lacorde, adoptée le 23 janvier 2021.[réf. nécessaire] |

| Blason de Lanhères | Blason  | Taillé: au 1er d’azur à trois têtes d’aigle arrachées d’or, les deux en chef affrontées, la troisième contournée, au 2e d’argent au caducée de gueules, accompagné de deux écheveaux en ombre de sable, tous trois rangés en barre; le tout enfermé dans une filière d'or. |
| Blason de Lanhères | Détails | Création Dominique Larcher. Adoptée le 12 novembre 2013. |

| Blason de Latour-en-Woëvre | Blason  | De sinople à la tour carrée d'or posée sur une plaine d'argent, accompagnée en chef de deux pattes de lion affrontées du même, armées de sable et mouvantes des angles. |
| Blason de Latour-en-Woëvre | Détails | Armoiries composées par D. Larcher et adoptées le 28 août 2015. |

| Blason de Lavallée | Blason  | D'argent à une branche de buis de sinople ; chaussé du même ; au chef de gueules chargé d'une croisette tréflée d'or accostée de deux abeilles en vol, posées de profil et affrontées d'or, tachetées de sable et ailées d'argent. |
| Blason de Lavallée | Détails | Création Robert A. Louis. Adoptée le 18 décembre 2020. |

| Blason de Lavincourt | Blason  | De gueules à la bande d'argent, le bord supérieur ondé et le bord inférieur dentelé, accompagnée en chef d'une gerbe d'or et en pointe d'une croix ancrée d'or. |
| Blason de Lavincourt | Détails | Création Robert André Louis. Adopté le 2 décembre 2014. |

| Blason de Lavoye | Blason  | Tiercé en pairle: au 1er de sinople à l'assiette d'argent ornée d'un brin de bleuet tigé et feuillé de sinople et fleuri d'azur et au liseré du même, au 2e de gueules à l'épée d'argent garnie d'or, au 3e d'or à la buire de gueules; à la trangle ondée d'azur brochant en pointe sur la partition. |
| Blason de Lavoye | Détails | Création Robert A. Louis. Adoptée le 7 juin 2013. |

| Blason de Lérouville | Blason  | Mantelé versé : au 1) d'or à une quartefeuille de pourpre au bouton du champ bordé de gueules ; au 2) d'azur à la fasce crénelée d'or, maçonnée de sable ; au pairle diminué d'argent brochant. |
| Blason de Lérouville | Détails | Création Robert André Louis. Adoptée en avril 2011. |

| Blason de Levoncourt | Blason  | Mantelé versé : au 1) de gueules à l'oie volante d'argent, allumée, becquée et membrée d'or, posée en bande; au 2) d'azur à la tête de lion arrachée d'argent, surmontée à dextre d'une meule de moulin d'or, à senestre d'une meule d'huilerie du même |
| Blason de Levoncourt | Détails | Création Robert André Louis. Adoptée le 5 avril 2016. |

| Blason de Lignières-sur-Aire | Blason  | D'or à la fleur de lin d'azur, au bouton pentagonal du champ, entouré de dix triangles d'argent, surmontée d'un dé à coudre d'azur, orné d'or, accosté de deux croix de Malte de gueules. |
| Blason de Lignières-sur-Aire | Détails | Création Robert André Louis. Adoptée le 2 décembre 2015. |

| Blason de Ligny-en-Barrois | Blason  | D'azur à l'entrelacs de trois croissants d'argent en chef et au chardon à trois têtes d’or en pointe. |
| Blason de Ligny-en-Barrois | Détails | Devise: « en mes peines [peignes=chardons]) je vais croissant ».                                      |

| Blason de Liny-devant-Dun | Blason  | Coupé: au 1er parti au I de gueules à deux glaives romains d'argent garnis d'or, abaissés et passés en sautoir, au II d'or à la roue de moulin de gueules; au 2e d'azur à la fleur de lis de jardin; à la trangle d'argent brochant sur la partition. |
| Blason de Liny-devant-Dun | Détails | Création Robert André Louis et Dominique Lacorde). Adopté le 6 avril 2018. |

| Blason de Lion-devant-Dun | Blason  | D’azur à une tête de lion d’or accostée de deux vergettes alésées et nouées d’argent ; vêtu en chef de gueules aux deux poignards romains (pugios) d’argent garnis d’or, abaissés et posés celui de dextre en barre, celui de senestre en bande. |
| Blason de Lion-devant-Dun | Détails | Armes parlantes. (lion) Création Robert André Louis et Dominique Lacorde. Adoptée le 3 avril 2019. |

| Blason de Lisle-en-Barrois | Blason  | D'azur au dextrochère de carnation habillé d’argent tenant une crosse abbatiale d'or accompagnée à dextre d'une étoile à six rais de même.                 |
| Blason de Lisle-en-Barrois | Détails | Selon Lapaix, dans son armorial de 1877, Lisle en Barrois a les mêmes armoiries que son ancienne abbaye qui figurent sur un sceau de ce monastère en 1277. |

| Blason de Lissey | Blason  | Ecartelé en sautoir au 1° d'azur à la colombe fondante d'argent tenant dans son bec une ampoule d'or, au 2° d'or au lion à double queue de gueules, couronné, lampassé et armé d'argent, au 3° d'or à la tour de gueules maçonnée de sable, ouverte et ajourée d'argent, au 4° d'azur à la grappe de raisin d'argent. |
| Blason de Lissey | Détails | Création Dominique Lacorde, Dominique Larcher et Robert André Louis. Adopté le 5 juin 2015. |

| Blason de Loisey | Blason  | D'or à la bande ondée de gueules chargée de trois akènes de charme d'argent, accompagnée, en chef, d'une mitre d'azur chargée d'une flamme du champ et, en pointe, d'une cruche à lait d'azur. |
| Blason de Loisey | Détails | Création Robert André Louis. Adopté le 7 novembre 2014. |

| Blason de Loison | Blason  | D'or à la cotice ondée d'azur côtoyée en chef d'une hirondelle en vol de sable et en pointe d'un gril du même. |
| Blason de Loison | Détails | créé par municipalité au premier semestre 2023                                                                 |

| Blason de Longchamps-sur-Aire | Blason  | De gueules au pal d'or chargé d'une tête d'aigle arrachée de sable et lampassée de gueules en chef, accosté de deux hures de sanglier affrontées d'or et défendues d'argent ; à la champagne ondée d'azur. |
| Blason de Longchamps-sur-Aire | Détails | composition Robert André LOUIS adoptée en septembre 2013 |

| Blason de Longeaux | Blason  | D'argent au chevron d'azur chargé d'une étoile d'or, accompagné de trois hures de sanglier de sable défendues d'argent, celles en chef affrontées ; au chef d'azur chargé d'une levrette d'argent colletée de sable. |
| Blason de Longeaux | Détails | adopté, fin 1990. |

| Blason de Longeville-en-Barrois | Blason  | D'azur à une cane volante d'or.                  |
| Blason de Longeville-en-Barrois | Détails | Le statut officiel du blason reste à déterminer. |

| Blason de Loupmont | Blason  | Coupé voûté crénelé : au 1er d'azur à la tête de loup arrachée d'or, allumée, armée et lampassée de gueules, accostée de deux chaînes brisées en chef d'argent, celle de dextre posée en barre et celle de senestre posée en bande, au 2e d'or, à la grappe de raisin de pourpre, tigée et feuillée de sinople. |
| Blason de Loupmont | Détails | Armes parlantes. (loup) Création Robert-André Louis. Adoptée le 2 décembre 2016 |

| Blason de Louppy-le-Château | Blason  | Tranché : au 1er d'azur à deux bâtons de prieur, les pommeaux remplacés par une chapelle croisée, posés en bande et rangés en barre, celui de senestre plus petit ; au 2d d'or chargé d'un erectopus levé et regardant de sable, allumé d'argent ; sur le tout, de gueules à cinq annelets d'argent. Ornements extérieursCroix de guerre 1914-1918 DeviseTransit a te ipsum ab alio renascetur |
| Blason de Louppy-le-Château | Détails | Création Pierre-Louis Molitor et Robert A. Louis. Adoptée le 6 novembre 2020. |

| Blason de Louvemont-Côte-du-Poivre | Blason  | Coupé voûté: au 1er d'or à la grenade d'azur enflammée de gueules et accostée de deux grappes de cassis de sable tigées et feuillées de sinople, au 2e de gueules au masque de loup d'or allumé d'argent. |
| Blason de Louvemont-Côte-du-Poivre | Détails | Armes parlantes. Création Robert André Louis, et Dominique Lacorde, adoption avril 2016. Devise: « age quod agis » (fais bien ce que tu fais).                                                            |

| Blason de Luzy-Saint-Martin | Blason  | D'or à une tête de lion de sable surmontant deux scies crocodiles d'azur au manche de gueules, posées hautes, adossées, en chevron renversé ; chapé de gueules chargé à dextre d'une fleur d'iris des marais d'or et à senestre d'une grappe de raisin du même. Ornements extérieursCroix de guerre 1914 1918 |
| Blason de Luzy-Saint-Martin | Détails | création Robert André Louis et Dominique Lacorde, adoptée par la commune le 09 avril 2021.[réf. nécessaire] |

Pas d'information pour les communes suivantes : Lemmes
- Haut – A
- B
- C
- D
- E
- F
- G
- H
- I
- J
- K
- L
- M
- N
- O
- P
- Q
- R
- S
- T
- U
- V
- W
- X
- Y
- Z

## M
| Blason de Maizeray | Blason  | De sinople semé de grains de blé d’or; au sanglier rampant de sable défendu de gueules brochant. |
| Blason de Maizeray | Détails | Création Dominique Larcher. Adopté le 1er décembre 2014.                                         |

| Blason de Maizey | Blason  | Écartelé: au 1er de Lorraine, au 2e d'argent au pairle ondé d'azur et au pont métallique à trois piles d'or mouvant des flancs et brochant en pointe, au 3e de gueules à l'épi feuillé d'or posé en barre, au 4e d'or au chêne de sinople, fûté de sable et englanté d'or |
| Blason de Maizey | Détails | Création de M. Noël Parent, adoptée en 2006. |

| Blason de Malancourt | Blason  | De sinople au coq hardi d'argent, allumé, crêté, becqué et barbé de gueules; mantelé, denticulé en chef de trois pièces d'or et chargé à dextre d'un bouton à quatre trous du même, et à senestre de deux épis d'orge d'or posés en chevron renversé. |
| Blason de Malancourt | Détails | Création Robert A. Louis, Dominique Larcher et Dominique Lacorde adoptée le 5 février 2018. |

| Blason de Mandres-en-Barrois | Blason  | Coupé appointé vers le chef d'or à une mitre de gueules chargée d'une flamme d'or à dextre et d'un fer à cheval de gueules à senestre ; et d'azur au mouton d'argent brochant sur trois trangles d'or. |
| Blason de Mandres-en-Barrois | Détails | Le statut officiel du blason reste à déterminer. |

| Blason de Mangiennes | Blason  | D'argent au canard colvert au naturel volant en fasce; embrassé à dextre coupé: au 1er d'azur à la tour carrée d'or vidée et mouvant de la pointe, et au 2e de gueules à la feuille de chêne d'argent posée en bande. |
| Blason de Mangiennes | Détails | Création Dominique Larcher. Adopté le 30 juin 2017. |

| Blason de Manheulles | Blason  | Coupé bastillé : au 1) d'azur à une fleur de lys de jardin d'argent à dextre et à un crosseron du même à senestre ; au 2) d'or à un loup passant de sable, langué de gueules, accompagné en chef de deux étoiles du même. |
| Blason de Manheulles | Détails | Création Robert André Louis et Dominique Lacorde, adoptée le 27 septembre 2021. |

| Blason de Marchéville-en-Woëvre | Blason  | De sable à deux fasces d'argent abaissées à dextre et haussées à senestre. |
| Blason de Marchéville-en-Woëvre | Détails | Utilisé depuis les années 1960.                                            |

| Blason de Marson-sur-Barboure | Blason  | D'or au casque de Mars de gueules ; mantelé renversé bastillé d'azur à la croix papale d'argent accompagnée de deux feuilles de chêne d'or posées en chevron renversé. |
| Blason de Marson-sur-Barboure | Détails | Armes parlantes. (casque de Mars) Le statut officiel du blason reste à déterminer.                                                                                     |

| Blason de Marre | Blason  | Parti: au 1er d'azur à la croisette recroisetée au pied fiché d'or, au 2e de gueules au Phénix d'argent; le tout enfermé dans une bordure crénelée d'or. |
| Blason de Marre | Détails | Création Jean-François BINON 2009, utilisée par la commune en 2017                                                                                       |

| Blason de Martincourt-sur-Meuse | Blason  | D'or à un casque de Mars de gueules ; mantelé renversé d'azur chargé à dextre d'une croix de quatre épis de blé d'or contre-appointés et à senestre d'une tête arrachée de lion d'argent, lampassée et couronnée de gueules, les deux surmontant une fleur de lys d'or, chargée d'un bâton péri en bande de gueules. Soutien de l'écu : Deux rameaux de hêtre, supportés de tanné, feuillés de sinople et fruités d'or, passés en sautoir. Ornements extérieursCroix de Guerre 1939 – 1945. |
| Blason de Martincourt-sur-Meuse | Détails | Création Robert André LOUIS et Dominique LACORDE adoptée le 16 octobre 2021. |

| Blason de Marville | Blason  | Parti: au 1er burelé d'argent et d'azur, au lion de gueules à la queue fourchée et passée en sautoir, armé; lampassé et couronné d'or, brochant sur le tout, au 2e d'azur à deux bars adossés d'or, cantonnés de quatre croisettes recroisetées au pied fiché d'or. |
| Blason de Marville | Détails | Le statut officiel du blason reste à déterminer. |

| Blason de Maucourt-sur-Orne | Blason  | Tiercé en pal : au 1er d'azur à une colombe d'argent tenant dans son bec un rameau d'olivier d'or, au 2e de gueules au chevron d'or en chef surmontant une croix de Lorraine d'argent, au 3e de sinople à une feuille de chêne englantée d'une pièce d'argent surmontant une trangle ondée abaissée du même. Ornements extérieursCroix de guerre 1914-1918 |
| Blason de Maucourt-sur-Orne | Détails | Adopté le 31 juillet 2023. |

| Blason de Mauvages | Blason  | D'or à deux tours de gueules maçonnées de sable, soutenues d'une trangle d'azur abaissée, au caducée de pourpre brochant sur le tout. |
| Blason de Mauvages | Détails | Le statut officiel du blason reste à déterminer.                                                                                      |

| Blason de Maxey-sur-Vaise | Blason  | D'azur à la fleur des marais d'or, accostée de deux bars adossés, surmontée d'une jumelle potencée et contre-potencée, le tout du même, et soutenue d'une trangle ondée d'argent. |
| Blason de Maxey-sur-Vaise | Détails | Création Robert André Louis. Adopté en octobre 2014. |

| Blason de Mécrin | Blason  | D'azur à deux chaines brisées d'argent posées en bande, accompagnées en chef d'une tour d'or ouverte et ajourée du champ et en pointe d'un casque ailé d'or posé en bande. |
| Blason de Mécrin | Détails | Création Robert André Louis. Adopté le 19 juin 2015. |

| Blason de Méligny-le-Grand | Blason  | D'or à la chantepleure d'azur ; au chef de gueules chargé d'un lion léopardé d'or accosté de deux croix pommetées au pied fiché d'argent.                                                                                   |
| Blason de Méligny-le-Grand | Détails | Différences entre dessin et blasonnement : Champleutre, meuble non défini héraldiquement est totalement non identifiable avec ce qui est dessiné. Blason composé et proposé par Robert André LOUIS en 2014. Utilisé de fait |

| Blason de Méligny-le-Petit | Blason  | Tiercé en bande: au 1) de sinople à la tête de chevreau arrachée d'argent, allumée et accornée d'or; au 2) de gueules à une croix pommetée au pied fiché d'argent, accompagnée de deux billettes d'or ; au 3) d'or au soc de charrue contourné de pourpre. |
| Blason de Méligny-le-Petit | Détails | Devise: « tradition et progrès ». Création Robert André Louis. Adopté le 25 janvier 2007. |

| Blason de Menaucourt | Blason  | D'or à la bande de gueules chargée d'un tâte-moût d'or, accompagnée, en chef, d'un haut-fourneau de sable, maçonné du champ, au trou de coulée de gueules et au panache du même et, en pointe, d'une clé de gueules posée en bande, le panneton en bas et à dextre ouvert d'une croix de Lorraine et à l'anneau brisé à dextre. |
| Blason de Menaucourt | Détails | Création Robert André Louis. Adopté en janvier 2011. |

| Blason de Ménil-aux-Bois | Blason  | Coupé d'azur et d'argent; au chevron haussé de gueules brochant, accompagné, en chef, de deux feuilles de chêne d'or, chargeant l'azur, celle de dextre posée en barre et celle de senestre en bande et, en pointe, d'un dragon éployé et contourné de sinople chargeant l'argent. |
| Blason de Ménil-aux-Bois | Détails | Création Robert André Louis. Adopté en mai 2014. |

| Blason de Ménil-la-Horgne | Blason  | D'azur au chevron haussé d'argent accompagné en chef de deux abeilles en vol d'or et en pointe d'une gerbe du même. |
| Blason de Ménil-la-Horgne | Détails | Création Robert A. Louis. Adopté en décembre 2013.                                                                  |

| Blason de Ménil-sur-Saulx | Blason  | De gueules au chevron d'argent accompagné de trois étoiles d'or, soutenu d'une trangle ondée du même. |
| Blason de Ménil-sur-Saulx | Détails | Le statut officiel du blason reste à déterminer.                                                      |

| Blason de Merles-sur-Loison | Blason  | D'azur à la fleur de lis des jardins d'argent à dextre et au monde d'or croisé du même cintré de gueules à senestre; au chef ondé d'or chargé de deux merles affrontés de sable allumés, becqués et membrés de gueules; à la divise ondée du même brochant sur le trait du chef. |
| Blason de Merles-sur-Loison | Détails | Création Robert André LOUIS et Dominique LACORDE, adoptée le 16 décembre 2021. |

| Blason de Milly-sur-Bradon | Blason  | Coupé ondé: au 1er de gueules au menhir d’argent [la Hotte du diable] accosté de deux fleurs de lis d’or, au 2e d’azur à deux clés d’or passées en sautoir et liées par une chaine d’argent. |
| Blason de Milly-sur-Bradon | Détails | Création Dominique Lacorde. Adopté en octobre 2014. |

| Blason de Mogeville | Blason  | D'azur à saint Saintin évêque, agenouillé de carnation, barbé et habillé d'argent, à l'auréole, la crosse, la croix et la chaîne de prisonnier d'or, chaussé et ceinturé de tenné, à la cape et à la mitre antique de pourpre, accosté à dextre d'un clou de la Passion d'argent et à senestre d'une colombe en vol du même, tenant dans son bec un rameau d'olivier d'or ; au chef d'or au pal de gueules chargé d'un alérion d'argent. Ornements extérieursCroix de guerre 1914-1918 |
| Blason de Mogeville | Détails | Adopté le 23 septembre 2023. |

| Blason de Mognéville | Blason  | Coupé: au 1er d'azur à deux rinceaux d'or courbés et passés en sautoir, accostés de deux besants d'argent, au 2e d'or à une libellule de gueules. |
| Blason de Mognéville | Détails | Création Robert André Louis. Adopté en octobre 2011.                                                                                              |

| Blason de Montblainville | Blason  | D'or à l'aigle de sable, la tête contourné; mantelé de gueules chargé d'une étoile d'or en chef accostée de deux bretèches d'argent, maçonnées de sable et percées d'une meurtrière canonnière du même, mouvant des flancs. |
| Blason de Montblainville | Détails | Création Dominique Lacorde. Adopté le 15 avril 2014. |

| Blason de Montbras | Blason  | Parti: au 1er de gueules plain au chef d’argent chargé de trois annelets de gueules, au 2e d'or à la tour, donjonnée à senestre, de gueules maçonnée d'argent, ouverte et ajourée du champ, posée sur une motte de sinople; enté en pointe d’argent à la croisette tréflée d’azur. |
| Blason de Montbras | Détails | adopté sur la base d’une illustration armoriée utilisée depuis mars 2017 et d’après la notice historique et archéologique du château de Montbras de Francis de Chanteau (1848-1882 - archiviste paléographe et châtelain de Montbras) publiée en 1885.                             |

| Blason de Mont-Devant-Sassey | Blason  | D'azur à l'église du lieu d'argent ouverte et ajourée du champ; chapé de gueules chargé de deux bars affrontés d'or et soutenu d'un chevronnel haussé d'or. |
| Blason de Mont-Devant-Sassey | Détails | Création Robert A. Louis et Dominique Lacorde. Adopté le 24 novembre 2017.                                                                                  |

| Blason de Montfaucon-d'Argonne | Blason  | De gueules au faucon d'argent posé sur une montagne du même mouvant de la pointe. |
| Blason de Montfaucon-d'Argonne | Détails | Création Robert Louis, 1957. Armes parlantes.                                     |

| Blason de Montiers-sur-Saulx | Blason  | De sinople à la fasce ondée d'argent, à la crosse abbatiale d'or brochant sur le tout ; sur le tout du tout, d'azur aux trois broies d'or mal ordonnées et au chef d'argent chargé d'un lion issant de gueules. |
| Blason de Montiers-sur-Saulx | Détails | Adopté le 7 avril 1981. |

| Blason de Montigny-lès-Vaucouleurs | Blason  | Coupé: au 1er d’or à la truite d’azur, courbée en pal et allumée du champ, accompagnée de deux demi-monts rectilignes de sinople enflammés de gueules mouvants des flancs, au 2e de gueules à l’assiette d’argent chargée d’un orle d’azur et ornée d’une fleur de bleuet du même boutonnée de sable . |
| Blason de Montigny-lès-Vaucouleurs | Détails | Création Robert-André Louis. Adopté en novembre 2016. |

| Blason de Montmédy | Blason  | D'azur à une ville d'or bâtie sur une montagne de sinople, chargée en pointe d'un écusson d'or, couronné de même et chargé d'un lion de sable.                                                                   |
| Blason de Montmédy | Détails | * Il y a là non-respect de la règle de contrariété des couleurs : ces armes sont fautives (sinople sur azur). En 1700 Ch. D’Hozier, au nom du roi de France, imposa ce blason à Montmédy. Effectivement utilisé. |

| Blason de Montplonne | Blason  | D'azur au chevronnel ondé renversé d'or, accompagné en chef d'une colombe fondante d'argent tenant dans son bec une ampoule d'or, au chef du même chargé de deux vaches affrontées de gueules. |
| Blason de Montplonne | Détails | Création Robert André Louis. Adopté le 9 avril 2015. |

| Blason de Montsec | Blason  | D'azur à la colonnade circulaire d'argent sur un mont d'or, accompagnée en chef de deux croisettes recroisetées au pied fiché du même, le mont chargé d'une flamme de gueules. |
| Blason de Montsec | Détails | Création Dominique Lacorde et R.A. Louis. Adopté le 20 septembre 2013. |

| Blason de Montzéville | Blason  | Parti de Lorraine, et de gueules au bâtiment à la tour d’argent à senestre maçonné et ouvert de sable, soutenu de cinq tertres de sinople bordés d’or, 2,1,2, le tout soutenu d'une champagne d’azur chargée de deux roues de moulin d’or ; pointé enté d’argent chargé d’un annelet de gueules. |
| Blason de Montzéville | Détails | Adopté le 23 mars 2017. |

| Blason de Moranville | Blason  | De sinople à trois vergettes d'argent, à l'agneau pascal à la tête contournée d'or portant une croix processionnelle du même, brochant sur le tout. |
| Blason de Moranville | Détails | Création Dominique Larcher. Adopté le 23 janvier 2015.                                                                                              |

| Blason de Morgemoulin | Blason  | De gueules à un saint Christophe d'or portant l'enfant Jésus tenant le monde du même auréolé d'argent issant de la partition d'un Mantelé ondé renversé d'azur à un clou d'argent accosté à dextre de quatre rectangles d'or posés et rangés en sautoir et à senestre d'un fer de moulin du même, le mantelé renversé sommé d'un filet d'argent. |
| Blason de Morgemoulin | Détails | Note:Ce blasonnement regorge d'erreurs et d'incompatibilités ne permettant pas d'en faire un dessin qui le représente totalement, en particulier, le filet censé "sommer" le la partitionici ne pourrait l'être qu'au dessus de l'écu... Création R.A. Louis, adoptée le 9 juin 2023.                                                            |

| Blason de Morley | Blason  | De Bar plain.                                    |
| Blason de Morley | Détails | Le statut officiel du blason reste à déterminer. |

| Blason de Moulainville | Blason  | D'azur à l'enceinte pentagonale fortifiée type Séré de Rivière surmontant deux clous d'argent posés en chevron renversé ; au chef parti : au I) d'argent à trois fusées accolées de gueules touchant les bords de la partition, au II) d'or à une croix ancrée de gueules également. |
| Blason de Moulainville | Détails | Note: Blason dessiné ici strictement conforme au blasonnement de la déliberation du Conseil Municipal, en conflit avec son dessin joint, où le fort est d'or et n'est pas pentagonal. Auteur R.A. Louis. Adopté le 10 avril 2024.                                                    |

| Blason de Moulins-Saint-Hubert | Blason  | De gueules à une tête et col de cerf de face arraché d'or accompagnée, entre les bois, d'une croix recroisetée au pied fiché du même, et accostée de deux fers de moulin d'argent, le tout soutenu d'une étoile à 8 rais d'or. |
| Blason de Moulins-Saint-Hubert | Détails | Création Robert A. Louis et Dominique Lacorde, adoptée le 04 décembre 2020. |

| Blason de Moulotte | Blason  | Tranché: au 1er de sinople au crapaud d’or en pal, au 2e d’azur semé de poissons nageant d’or; à la cotice ondée d’argent brochant sur la partition. |
| Blason de Moulotte | Détails | Création Dominique Larcher. Adopté le 28 novembre 2014.                                                                                              |

| Blason de Mouzay | Blason  | Tranché : au 1, d'azur à une abeille montante d'or aux ailes de gueules bordées d'or; au 2, de gueules à l'échauguette senestrée d'un dé, les deux d'or surmontant une trangle ondée et abaissée d'argent; à la canne d'argent brochant sur la partition. Ornements extérieursCroix de guerre 1914-1918 |
| Blason de Mouzay | Détails | Armories composées par Robert A. Louis et Dominique Lacorde, adoptées par la municipalité en décembre 2019. |

| Blason de Murvaux | Blason  | D’azur, au lion d’or à dextre et à un lys de jardin d’argent à senestre, au chef d’or, chargé d'un crénelage de trois merlons de gueules accosté de deux feuilles de chêne de sinople, posées, celle de dextre en bande et celle de senestre en barre. |
| Blason de Murvaux | Détails | Création de Robert LOUIS et Dominique LACORDE, adoptées le 25 septembre 2020 |

Pas d'information pour les communes suivantes : Maulan, Moirey-Flabas-Crépion, Les Monthairons, Montigny-devant-Sassey, Mouilly, Muzeray 
- Haut – A
- B
- C
- D
- E
- F
- G
- H
- I
- J
- K
- L
- M
- N
- O
- P
- Q
- R
- S
- T
- U
- V
- W
- X
- Y
- Z

## N
| Blason de Naives-en-Blois | Blason  | D'argent à trois billettes de gueules mal ordonnées et à la plaine de sinople; chapé de gueules chargé de deux trèfles d'or. |
| Blason de Naives-en-Blois | Détails | Création Robert André Louis. Adopté en juin 2011.                                                                            |

| Blason de Naives-Rosières | Blason  | De gueules à la lance d'argent mouvant de la pointe, accostée de deux bars adossés d'or, flanqués de deux clefs adossées aussi d'argent. |
| Blason de Naives-Rosières | Détails | Le statut officiel du blason reste à déterminer.                                                                                         |

| Blason de Nançois-le-Grand | Blason  | D'azur à une étoile d'argent, mantelé renversé bastillé d'or à deux chaines brisées de gueules posées en chevron renversé soutenues en pointe d'un martin pêcheur de sinople allumé du champ, becqué et membré de gueules. |
| Blason de Nançois-le-Grand | Détails | Le statut officiel du blason reste à déterminer. |

| Blason de Nant-le-Grand | Blason  | De gueules à la chouette effraie d'argent, le bec et le dos d'or, soutenue d'une trangle ondée et abaissée d'argent; au chef voûté cousu* d'azur chargé de deux fleurs de tilleul d'or.                                                   |
| Blason de Nant-le-Grand | Détails | * Ces armes emploient le terme « cousu » dans le seul but de contrevenir à la règle de contrariété des couleurs : elles sont fautives : azur sur gueules. Création Robert André Louis et Marc Deprez (maire). Adopté le 28 novembre 2014. |

| Blason de Nant-le-Petit | Blason  | De gueules au Saint Martin en pied d'or accosté en chef de deux roues de moulin ; au chef ondé d'azur soutenu d'argent chargé d'un roitelet d'or. |
| Blason de Nant-le-Petit | Détails | Création Robert André Louis. Adopté le 12 août 2014.                                                                                              |

| Blason de Nantillois | Blason  | De gueules à l’aigle d’argent, becquée, languée, membrée et armée d’azur, tenant dans sa serre dextre une gerbe posée en bande, et dans sa serre senestre une gerbe posée en barre, le tout d’or. |
| Blason de Nantillois | Détails | Création Dominique Lacorde et Dominique Larcher. Adopté en novembre 2012. |

| Blason de Nantois | Blason  | D'or à la tête d'aigle de gueules allumée d'or et lampassée d'argent, posée en barre et contournée libérant un flot d'azur à dextre et au pique de gueules brochant en pal sur deux ringards du même posés en sautoir à senestre; à l'émanche d'azur mouvant du chef et chargée d'une oie d'argent, volant en bande, becquée, allumée et membrée d'or. |
| Blason de Nantois | Détails | Création Robert André Louis. Adopté en juin 2011. |

| Blason de Nepvant | Blason  | D'or au rameau de poirier de tenné, feuillé de sinople et fleuri d'une pièce de pourpre, boutonnée de gueules à cinq pointes de sinople, accosté de deux archères cruciformes d'azur; au chef de gueules chargé d'un trilobe d'azur bordé d'or, chargé d'un triangle du même et accosté de deux fleurs de lis d'or. |
| Blason de Nepvant | Détails | Armoiries composées par Robert André Louis et Dominique Lacorde, adoptées en novembre 2021. |

| Blason de Nettancourt | Blason  | De gueules au chevron d'or.               |
| Blason de Nettancourt | Détails | Création Christophe Antoine, maire, 2010. |

| Blason de Neufour (Le) | Blason  | De gueules à la cordelière d'or nouée en chef, enfermant un four d'argent maçonné de sable au foyer d'or chargé d'une flamme du champ; au chef d'azur chargé de trois croisettes recroisetées au pied fiché d'or. |
| Blason de Neufour (Le) | Détails | * Il y a là non-respect de la règle de contrariété des couleurs : ces armes sont fautives (azur sur gueules). Armes parlantes. (nœud + four) Création Jean-François Binon. Adopté le 2 novembre 2012.             |

| Blason de Neuvilly-en-Argonne | Blason  | Écartelé, la ligne du coupé crénelée de trois merlons: au 1er d'or à la fasce ondée d'azur, au 2e de gueules au soleil non figuré de trente-deux rais d'or [soleil des armes de la Guadeloupe], au 3e de gueules au coq d'or, au 4e d'or au tourteau d'azur éclaté en croix et enfermé dans un annelet du même éclaté en sautoir [insigne de la 35e Division d’Infanterie US]. |
| Blason de Neuvilly-en-Argonne | Détails | Création Dominique Lacorde et Dominique Larcher. Adopté le 5 décembre 2013. |

| Blason de Neuville-en-Verdunois | Blason  | D'azur au chevron renversé et abaissé d'argent, à la cavalière en pied d'or, au chapeau de sable empanaché d'argent et de gueules, armée d'une lance et d'une épée, brochant sur le tout; au chef d'or chargé d'un nœud double de gueules. |
| Blason de Neuville-en-Verdunois | Détails | Création Robert André Louis et Dominique Lacorde. Adopté le 25 septembre 2017. |

| Blason de Neuville-les-Vaucouleurs | Blason  | D'or à la tête d'âne arrachée tannée et accostée de deux grenades (armes) de gueules, au chef d'azur au nœud de pêcheur d'or posé en chevron renversé. |
| Blason de Neuville-les-Vaucouleurs | Détails | Création Robert André Louis, en 2011. Utilisée depuis juillet 2016.                                                                                    |

| Blason de Neuville-sur-Ornain | Blason  | D'argent au chevron de gueules accompagné de trois aiglettes d'or*.                                        |
| Blason de Neuville-sur-Ornain | Détails | * Il y a là non-respect de la règle de contrariété des couleurs : ces armes sont fautives (or sur argent). |

| Blason de Nicey-sur-Aire | Blason  | Parti de gueules au lambel d'or soutenu d'une fasce ondée abaissée du même et d'argent à la palme de sinople mise en barre ; au chef bastillé d'azur chargé de deux fleurs de lys de jardin d'argent. |
| Blason de Nicey-sur-Aire | Détails | Création Robert André Louis. Adopté le 27 septembre 2013. |

| Blason de Nonsard-Lamarche | Blason  | Écartelé en sautoir: au 1) d'azur à deux serpes d'or passés en sautoir par les manches, les trachants affrontés; au 2) d'or à la feuille de chêne de sinople, au 3) d'or au voilier de lac de sinople, flammé et aux agrès du même, habillé de gueules; au 4) d'azur à la colombe essorant d'argent. |
| Blason de Nonsard-Lamarche | Détails | Création de Robert A. Louis et de Dominique Lacorde, adoptée par la commune le 9 novembre 2022. |

| Blason de Nouillonpont | Blason  | D'azur au pont d'argent maçonné de sable, accompagné en chef d'un heaume de joute ajouré d'une croisette de Lorraine et en pointe d'une roue dentée d'horloge. |
| Blason de Nouillonpont | Détails | Création de Dominique Larcher, adoptée en 2009. |

| Blason de Noyers-Auzécourt | Blason  | Écartelé en sautoir: au 1er de sinople à l'oie volante d'argent allumée, becquée et membrée d'or, posée en bande, au 2e de gueules à la noix d'or, au 3e de gueules au besant d'or chargé d’un masque de renard de gueules tenant un fromage d'argent, au 4e de sinople au diadème d'or. |
| Blason de Noyers-Auzécourt | Détails | Armes parlantes. (noix) Création Robert André Louis. Adopté le 8 juillet 2016. |

| Blason de Nubécourt | Blason  | Tiercé en pairle renversé au 1° d'or au lion de gueules, armé, lampassé et couronné d'argent, la queue fourchue passée en sautoir ; au 2° d'azur à la serre de griffon d'or tenant un bâton noueux d'argent ; au 3° de gueules au fer à cheval d'or accosté de deux clochettes de muguet d'argent. ; au pairle renversé ondé d'argent brochant sur la partition. |
| Blason de Nubécourt | Détails | Le statut officiel du blason reste à déterminer. |

Pas d'information pour les communes suivantes : Nixéville-Blercourt 

Pas de blason pour : Nançois-sur-Ornain

- Haut – A
- B
- C
- D
- E
- F
- G
- H
- I
- J
- K
- L
- M
- N
- O
- P
- Q
- R
- S
- T
- U
- V
- W
- X
- Y
- Z

## O
| Blason de Olizy-sur-Chiers | Blason  | D'azur au creuset de fonderie d'or, accompagné, en chef, du buste de Gambrinus de carnation, barbé de tenné, vêtu d'argent, couronné, au collier et à l"anneau d'or, tenant un bock du même moussant d'argent, en flancs, de deux bretèches d'argent maçonnées de sable, percées chacune d'une meurtrière canonnière du champ, mouvant des flancs, et, en pointe, de deux pics de carrier d'argent emmanchés d'or, passés en sautoir. Ornements extérieursCroix de Guerre et 2 truites |
| Blason de Olizy-sur-Chiers | Détails | . Création Robert André Louis et Dominique Lacorde. |

| Blason de Ornes | Blason  | D'argent à 5 annelets de gueules ordonnés 2 1 2. |
| Blason de Ornes | Détails |                                                  |

| Blason de Osches | Blason  | D'azur chargé en chef d'un coq hardi et chantant d'argent, allumé, crêté, langué, barbé et membré de gueules, à dextre d'une croisette recroisetée au pied fiché et à senestre d'un clou de la Passion, tous deux d'or et accostant un écusson fascé d'or et de gueules de quatre pièces et, en pointe, d'une trangle ondée d'argent. |
| Blason de Osches | Détails | Création Robert André Louis et Dominique Lacorde. Adopté le 18 décembre 2015. |

| Blason de Ourches-sur-Meuse | Blason  | Coupé ondé, au 1) de gueules à deux croisettes au pied fiché d'or, pommetées d'argent ; au 2) d'or à une fleur d'orchidée de gueules boutonnée du champ ; à la trangle ondée d'argent brochant sur la partition ; à l'écusson d'argent chargé d'une tête de lion de sable allumée, lampassée et couronnée de gueules, sur le tout, en abîme |
| Blason de Ourches-sur-Meuse | Détails | Blason composé et dessiné par Robert André LOUIS, membre du Comité Lorrain d’Héraldique, et adopté par la commune le 12/04 /2024, Mr Jean-Louis GUILLAUME étant Maire. |

## P
| Blason de Pagny-la-Blanche-Côte | Blason  | Coupé bastionné, vu de dessus, de deux pièces, d'azur à la marmotte d'argent accostée de deux croisettes d'or et d'argent au tourteau d'azur chargé d'une flamme d'or. |
| Blason de Pagny-la-Blanche-Côte | Détails | Le statut officiel du blason reste à déterminer. |

| Blason de Pagny-sur-Meuse | Blason  | Parti de gueules et d'or, à l'anille soutenue d'un chevron renversé, de l'un en l'autre; au chef échiqueté d'or et de sable de trois tires . |
| Blason de Pagny-sur-Meuse | Détails | Devise: « par tous les chemins ». Créé en 1988.                                                                                              |

| Blason de Pareid | Blason  | Coupé haussé : au 1, d’azur, à deux croisettes recroisetées aux pieds fichés d’or ; au 2, de gueules, à la colombe fondant en pal d’argent, tenant dans son bec une ampoule d’or, accostée de deux flèches versées d’or ; le tout enfermé dans une filière du même. Différences entre dessin et blasonnement : La blasonnement nomme "coupé haussé" (non valide pour une partition) alors qu'il est dessiné un chef (fautif d'azur sur gueules). |
| Blason de Pareid | Détails | Création Robert A. Louis et Dominique Lacorde adoptée le 04 mars 2022. |

| Blason de Parfondrupt | Blason  | Parti: au 1er de gueules au cor de chasse d'or, au 2e de sable à trois haches contournées d'argent ; le tout sommé d'un chef d'argent chargé d'une fleur de bleuet d'azur boutonnée de sable. |
| Blason de Parfondrupt | Détails | Création Kevin Goeuriot et Jonathan Fabry. |

| Blason de Les Paroches | Blason  | D'azur à la croix recroisetée et au pied fiché d'or, accostée de deux socs de charrues antiques affrontés d'argent; au chef ondé cousu de gueules chargé de deux fûts canons d'or passés en sautoir.           |
| Blason de Les Paroches | Détails | * Ces armes emploient le terme « cousu » dans le seul but de contrevenir à la règle de contrariété des couleurs : elles sont fautives : gueules sur azur. Création Robert André Louis. Adopté en février 2016. |

| Blason de Pierrefitte-sur-Aire | Blason  | De Bar, brisé d'un lambel à trois pendants d’argent. |
| Blason de Pierrefitte-sur-Aire | Détails | Le statut officiel du blason reste à déterminer.     |

| Blason de Pillon | Blason  | Coupé dentelé: au 1er d’argent maçonné de sable, chargé d’une aigle contournée, les ailes étendues, du même, allumée, membrée et languée de gueules, au 2e d’azur à la croix de consécration d’or. |
| Blason de Pillon | Détails | Création Dominique Larcher. Adoptée en 2006. |

| Blason de Pintheville | Blason  | D’or au lion de gueules, armé et lampassé d’azur, tenant dans sa patte dextre un lis de jardin d’argent tigé et feuillé de sinople, à la fasce crénelée de quatre merlons de sable brochant sur le tout. |
| Blason de Pintheville | Détails | Création Dominique Larcher; Adoptée le 18 septembre 2015. |

| Blason de Pont-sur-Meuse | Blason  | D'azur à deux masses d'armes d'argent, pointées et emmanchées d'or, passées en sautoir . |
| Blason de Pont-sur-Meuse | Détails | Blason utilisé depuis 1961.                                                              |

| Blason de Pouilly-sur-Meuse | Blason  | D'argent au lion d'azur, armé, lampassé et couronné d'or. |
| Blason de Pouilly-sur-Meuse | Détails | Le statut officiel du blason reste à déterminer.          |

| Blason de Pretz-en-Argonne | Blason  | D'argent à deux trèfles de sinople soutenu d'un puits de gueules.. |
| Blason de Pretz-en-Argonne | Détails | Le statut officiel du blason reste à déterminer.                   |

Pas d'information pour les communes suivantes : Peuvillers

- Haut – A
- B
- C
- D
- E
- F
- G
- H
- I
- J
- K
- L
- M
- N
- O
- P
- Q
- R
- S
- T
- U
- V
- W
- X
- Y
- Z

## Q
| Blason de Quincy-Landzécourt | Blason  | Écartelé: au 1 d'argent à la croix de sable chargée de cinq coquilles d'argent, aux 2 et 3 de gueules à la tour d'argent, au 4 d'argent au lion de gueules à la queue passée en sautoir; au filet ondé en fasce d'azur brochant sur le trait du en fasce de l'écartelé . |
| Blason de Quincy-Landzécourt | Détails | Le document officiel de la municpalité présente des conflits héraldiques et des points douteux:ou redondants : – 1 – Il précise "écu ovale" ce qui ne peut être une exigence héraldique, l'écu n'étant ni blasonnable, ni d'ailleurs indispensable; – 2 – Les tours sont dessinées maçonnées et ouvertes de sable et sont crénelées de 4 pièces, ce qui n'est pas dit; – 3 – "Passé en sautoir" suppose deux figures. la queue seule "passée en sautoir" est ambigu sinon fautif. Un blasonnement plus rigoureux est nécessaire, ex:"le bout de la queue se bouclant en (ou formant) sautoir" – 4 – le filet broche simplement sur l'écartelé (sur "le trait en fasce" est superflu). Créé par A. Collot, (Maire de la Commune) adopté le 8 novembre 2021, sous sa présidence. |

## R
| Blason de Raival | Blason  | Chaussé ondé : au 1) d'azur au diamant d'argent surmonté de 2 étoiles d'or, les trois accompagnés d'un filet en chevron renversé ondé, d'or également, mouvant de la partition ; au 2) chaussé ondé de gueules aux deux chaînes rompues d'or. |
| Blason de Raival | Détails | Le statut officiel du blason reste à déterminer. |

| Blason de Rambluzin-et-Benoite-Vaux | Blason  | D'azur à la lettre M antique d'or entrelacée avec un A d'argent, couronnées d'or et accostées de deux crosses affrontées d'or, celle de dextre posée en bande, celle de senestre posée en barre, en chef, et à la roue de moulin d'or accostée de deux plumes d'argent, celle de dextre posée en bande, celle de senestre posée en barre, en pointe. |
| Blason de Rambluzin-et-Benoite-Vaux | Détails | Création Robert André Louis et Dominique Lacorde adoptée le 11 juin 2019. |
| Blason de Rambluzin-et-Benoite-Vaux | Alias   | D’azur à la Vierge couronnée tenant son enfant Jésus sur son bras senestre et une pomme dans sa main dextre, le tout d’or sur une terrasse de même. |

| Blason de Rambucourt | Blason  | Écartelé: au 1er de sinople au chêne d'or, au 2e d'or au phénix de gueules sur son immortalité du même, au 3e d'or à l'épée d'azur contournée et posée en fasce, au manteau de gueules brochant sur la lame, au 4e de sinople à la gerbe d'or; à la croisette de Lorraine de gueules brochant en abîme sur la partition. |
| Blason de Rambucourt | Détails | Création Jean-François Binon. Confirmé en novembre 2012. |

| Blason de Rancourt-sur-Ornain | Blason  | Tranché ; au 1 de sinople à la tête arrachée de bélier d'argent accornée et allumée d'or, au 2 de gueules à la roue de moulin d'or, au chef d'or chargé, à dextre d’un crosseron de crosse d’évêque et à senestre d’un fer à cheval, les deux de gueules. |
| Blason de Rancourt-sur-Ornain | Détails | Dessiné par Robert André LOUIS, adopté par la commune le 06 octobre 2016. |

| Blason de Ranzières | Blason  | Écartelé en sautoir: au 1er d'azur à l'aigle d'or, au 2e de gueules à la tête de bélier d'argent, au 3e de gueules à la dalmatique d'argent ornée de sinople, au 4e d'azur fretté d'or. |
| Blason de Ranzières | Détails | Création Robert André Louis. Adopté le 21 décembre 2015. |

| Blason de Rarécourt | Blason  | Parti d'or à la tour de gueules ajourée et ouverte du champ, et de gueules à la cruche Bacchus d'or au visage de carnation ; au chef d'azur à deux abeilles d'or, à la plaine ondée d'azur. |
| Blason de Rarécourt | Détails | Armoiries composées par R.A. Louis, D. Lacorde et M. Klein . |

| Blason de Récicourt | Blason  | Écartelé en sautoir : au 1) d'or à une rose héraldique de gueules, aux pointes de sinople et au bouton étoilé du champ ; au 2) de gueules à un lion d'argent armé, lampassé et couronné d'or, à la queue fourchue passée en sautoir ; au 3) de gueules à un maillet de menuisier d'or passés en sautoir avec un ciseau à bois d'argent emmanché d'or brochant ; au 4) d'or à une grappe de raisin de pourpre tigée et feuillé de sinople. |
| Blason de Récicourt | Détails | Armoiries composées par RA Louis et D Lacorde, adoptée le 24 novembre 2022. |

| Blason de Reffroy | Blason  | D'azur à la colombe fondante d'argent tenant dans son bec la sainte Ampoule d'or, accostée de deux pics posés en chevron renversé du même et soutenue d'un ours d'argent armé et lampassé de gueules. |
| Blason de Reffroy | Détails | Le statut officiel du blason reste à déterminer. |

| Blason de Regnéville-sur-Meuse | Blason  | Tranché: au 1er d'azur à la tour d'or, ouverte et ajourée du champ, adextrée d'une larme d'argent, au 2e d'or à trois pointes flamboyantes de gueules mouvant d'une plaine du même; le tout sommé d'un chef de gueules à la croix d'argent. |
| Blason de Regnéville-sur-Meuse | Détails | Création MM Jean-Jacques Baron, Michel Demoncheaux et Jean-Marie Jolly. Adopté le 9 avril 1998. |

| Blason de Rembercourt-Sommaisne | Blason  | D'azur à une croix de Lorraine d'or, côtoyée de deux alérions d’argent.                                                                 |
| Blason de Rembercourt-Sommaisne | Détails | Devise: « ad fides galliae ». En 1973 Rembercourt aux Pots fusionne avec Sommaisne pour prendre le nom actuel de Rembercourt-Sommaisne. |

| Blason de Remennecourt | Blason  | Tiercé en pairle: au 1er de sinople au loup passant d'or, au 2e de gueules à la herse sarrasine d'or, au 3e d'or au soc de charrue de gueules. |
| Blason de Remennecourt | Détails | Création Robert André Louis. Adopté en janvier 2012.                                                                                           |

| Blason de Resson | Blason  | De gueules à la tête de lion arrachée d'argent, lampassée et couronnée d'or, accompagnée en chef de deux grappes de raisin et en pointe d'un boomerang, le tout d'or. |
| Blason de Resson | Détails | Le statut officiel du blason reste à déterminer. |

| Blason de Revigny-sur-Ornain | Blason  | De Bar plain.                                         |
| Blason de Revigny-sur-Ornain | Détails | Devise: « résister pour vaincre, rebâtir pour vivre » |

| Blason de Riaville | Blason  | De gueules à la bande d'or chargée de trois flammes de gueules posées à plomb, accompagnée en chef d'une tour carrée d'argent maçonnée de sable et en pointe d'une plante de violette d'argent. |
| Blason de Riaville | Détails | Création Dominique Larcher. |

| Blason de Ribeaucourt | Blason  | Coupé crénelé: au 1er d'azur au rencontre de taureau d’or bouclé de gueules, accosté de deux molettes d'argent, au 2e d’or au manteau de centurion romain et à l'épée basse d’argent brochante. |
| Blason de Ribeaucourt | Détails | Création Robert André Louis. Adopté le 27 novembre 2015. |

| Blason de Richecourt | Blason  | Parti: au 1er de gueules à la grenouille de profil d'or, au 2e d'argent à la croix de Lorraine de gueules; au chef d'azur chargé de deux masses d'armes d'or passées en sautoir. |
| Blason de Richecourt | Détails | Création Robert André Louis. Adopté en septembre 2014. |

| Blason de Rigny-la-Salle | Blason  | Parti d'azur au lys de jardin d'argent et d'argent à la tour donjonnée ouverte et ajourée du champ, à la trangle ondée et abaissée d'or brochant sur le tout. |
| Blason de Rigny-la-Salle | Détails | Création Robert André Louis. Adopté en janvier 2015. |

| Blason de Rigny-Saint-Martin | Blason  | D'azur à la bande ondée d'or accompagnée en chef d'une oie d'argent becquée et membrée d'or, et en pointe d'une fleur de lys du même. |
| Blason de Rigny-Saint-Martin | Détails | Le statut officiel du blason reste à déterminer.                                                                                      |

| Blason de Robert-Espagne | Blason  | Ecartelé au 1 d'azur à la tête de loup d'or, au 2 d'or au feu de gueules, au 3 d'or à l'enclume de gueules et au 4 d'azur à la tête de lion d'or. |
| Blason de Robert-Espagne | Détails | Le statut officiel du blason reste à déterminer.                                                                                                  |

| Blason de Roises (Les) | Blason  | D'azur à la fasce potencée et contre-potencée d'argent, accompagnée en chef de deux fleurs de lys de jardin d'argent, et en pointe de broyes d'or. |
| Blason de Roises (Les) | Détails | Création Robert André Louis. Adopté le 3 novembre 2015                                                                                             |

| Blason de Romagne-sous-les-Côtes | Blason  | Tranché: au 1er de gueules à l'aigle romaine d’or, au 2e de sinople au coq hardi d’argent, allumé, becqué, crêté, langué, barbé et membré de gueules; à l’écusson d’argent chargé de trois fasces d’azur, brochant en chef dextre sur la partition. |
| Blason de Romagne-sous-les-Côtes | Détails | Création Robert Aandré Louis et Dominique Lacorde. Adopté le 28 février 2017. |

| Blason de Romagne-sous-Montfaucon | Blason  | Tiercé en pairle: au 1er de gueules à la tête d'aigle pygargue arrachée d'argent, becquée et allumée d'or, soutenue de deux palmes du même, au 2e d'azur au casque romain d'argent et au 3e d'argent à la tête de lion arrachée d'azur, couronnée et lampassée de gueules.                                                                                       |
| Blason de Romagne-sous-Montfaucon | Détails | La tête d'aigle et les palmes, symbole des États-Unis, en hommage au 14000 Américains reposant au cimetière de la ville. Le casque romain rappel le toponyme d'origine romaine. La tête de lion pour la famille de Pouilly, seigneur du lieu. Armes parlantes. (casque romain + faucon) Création Robert Aandré Louis et Dominique Lacorde. Adopté en avril 2012. |

| Blason de Ronvaux | Blason  | De gueules au pal d'or chargé en pointe d'une tour de gueules, maçonnée de sable ouverte et ajourée d'or; à l'hirondelle volant en barre, contournée, brochant en chef sur le champ et sur le pal, de l'un en l'autre. |
| Blason de Ronvaux | Détails | Armes utilisées depuis février 2017. |

| Blason de Rouvrois-sur-Meuse | Blason  | Parti: au 1er d'or au chêne de sinople fûté de sable et englanté du champ, au 2e d'azur à la croix de Lorraine d'argent surmontée de deux fleurs de lis d'or ; le tout enfermé dans un orle crénelé de gueules brochant. |
| Blason de Rouvrois-sur-Meuse | Détails | Armes parlantes. (allusion au chêne rouvre) Création Robert André Louis. Adopté le 12 mai 2015. |

| Blason de Rouvrois-sur-Othain | Blason  | D'or à la branche de cinq feuilles de chêne de gueules posée en pal, fruitée de quatre pièces d'argent réunies en abîme; à la champagne ondée d’azur . |
| Blason de Rouvrois-sur-Othain | Détails | Armes parlantes. (allusion au chêne rouvre) Création Dominique Larcher. Adopté le 28 mars 2017.                                                        |

| Blason de Rumont | Blason  | Coupé voûté: au 1er d'or au cheval gai de gueules, au 2e d'azur au lambel d'argent soutenu d'une trangle ondée d'or. |
| Blason de Rumont | Détails | Création Robert André Louis. Adopté le 19 décembre 2014.                                                             |

| Blason de Rupt-aux-Nonains | Blason  | De gueules à la bande ondée d'argent chargé de trois anilles de sinople, accompagné en chef d'un fer de lance d'or posé en bande et en pointe d'un vanneau du même huppé et becqué de sable. |
| Blason de Rupt-aux-Nonains | Détails | Création Robert André Louis. Adopté en mars 2015. |

| Blason de Rupt-devant-Saint-Mihiel | Blason  | D'or au pinson des arbres chantant au naturel, soutenu d'une trangle ondée abaissée d'azur; au chef d'azur au lambel d'argent. |
| Blason de Rupt-devant-Saint-Mihiel | Détails | Création Robert André Louis. Adopté le 25 novembre 2015.                                                                       |

| Blason de Rupt-en-Woëvre | Blason  | Parti : au 1er d'or à la bande de gueules chargée de trois alérions d'argent, au 2d d'azur à trois croisettes recroisetées au pied fiché d'argent ; au chef de sinople chargé d'un canon [de Bange de 155] d'argent. Ornements extérieursCroix de guerre 1914-1918 |
| Blason de Rupt-en-Woëvre | Détails | Le statut officiel du blason reste à déterminer. |

Pas d'information pour les communes suivantes : Récourt-le-Creux, Remoiville, Réville-aux-Bois, Rouvres-en-Woëvre, Rupt-sur-Othain
- Haut – A
- B
- C
- D
- E
- F
- G
- H
- I
- J
- K
- L
- M
- N
- O
- P
- Q
- R
- S
- T
- U
- V
- W
- X
- Y
- Z

## S
| Blason de Saint-Amand-sur-Ornain | Blason  | De sinople au buste de saint évêque d'or orné d'argent au visage de carnation auréolé et barbé d'argent, soutenu d'une trangle ondée du même, au chef voûté d'or à deux hures de sanglier de sable défendues de gueules, affrontées. |
| Blason de Saint-Amand-sur-Ornain | Détails | Le statut officiel du blason reste à déterminer. |

| Blason de Saint-André-en-Barrois | Blason  | D'azur à quatre bars d'or affrontés deux à deux et posés en sautoir, accostés de deux annelets du même; au chef de gueules* chargé d'une corde d’argent au double nœud posée en fasce.   |
| Blason de Saint-André-en-Barrois | Détails | * Il y a là non-respect de la règle de contrariété des couleurs : ces armes sont fautives (gueules sur azur). Armes parlantes. (bars) Création Robert André Louis. Adopté en avril 2016. |

| Blason de Saint-Aubin-sur-Aire | Blason  | D'or à la tête de cheval de gueules bridée d'argent, mantelé d'azur à deux croisettes pommetées au pied fiché d'argent surmontées d'une trangle ondée d'or. |
| Blason de Saint-Aubin-sur-Aire | Détails | Création Robert André Louis. Adopté le 10 novembre 2015. |

| Blason de Saint-Benoît-en-Woëvre | Blason  | D’azur au dextrochère d’argent tenant une crosse abbatiale d’or cantonnée aux 1er et 4e d’une étoile à six rais d’argent, aux 2e et 3e d’un croissant de même. |
| Blason de Saint-Benoît-en-Woëvre | Détails | Le statut officiel du blason reste à déterminer. |

| Blason à dessiner | Blason  | D'or au chevron haussé de gueules, accompagné en pointe d'une merlette de sable; au chef d'or chargé de trois étoiles d'argent.                                                                          |
| Blason à dessiner | Détails | Blason composé par R.A. Louis avec les conseils de la Commission Héraldique de l'UCGL et mis à disposition de la commune en 2011.                                                                        |
| Blason à dessiner | Alias   | Tranché de gueules au crosseron d'or posé en bande et d'or au rameau de gueules bourgeonné de sinople en bande ; à la bande ondée d'azur chargée d'un filet d'argent en barre brochant sur la partition. |

| Blason de Saint-Hilaire-en-Woëvre | Blason  | D’azur à la croix d’argent cantonnée au 1er d'une tour, au 2e d'un cor enguiché, le pavillon à senestre, au 3e d'un cœur et au 4e d'un fer de moulin, le tout d’or. |
| Blason de Saint-Hilaire-en-Woëvre | Détails | Création Dominique Larcher. Adopté le 8 octobre 2014. |

| Blason de Saint-Jean-lès-Buzy | Blason  | De gueules à l'agneau pascal d'argent tenant une bannière du même chargée d'une croisette du champ, à la hampe croisée d'or en barre, au franc-quartier d'azur chargé de deux bars adossés aussi d'or. |
| Blason de Saint-Jean-lès-Buzy | Détails | Le statut officiel du blason reste à déterminer. |

| Blason de Saint-Joire | Blason  | Parti: au 1er d'or au dragon de sable, lampassé de gueules et transpercé par une lance brisée de même, au 2e coupé au I d'azur au lis d'argent, au II de gueules au creuset de fonderie d'or. |
| Blason de Saint-Joire | Détails | Création Robert André Louis. Adopté en avril 2011. |

| Blason de Saint-Julien-sous-les-Côtes | Blason  | Écartelé: au 1er d'or à la palme de gueules posée en barre et adextrée d'un casque d'officier romain contourné du même, aux 2e et 3e de sinople à la tour d'argent ouverte et ajourée du champ, maçonnée de sable, au 4e d'or à la bande ondée d'azur. |
| Blason de Saint-Julien-sous-les-Côtes | Détails | Création JF Kieffer et RA Louis. Adopté en juin 2011. |

| Blason de Saint-Laurent-sur-Othain | Blason  | D'azur au gril d'argent, à la bordure d'or.                                                                                    |
| Blason de Saint-Laurent-sur-Othain | Détails | Armes par allusion : le gril est l'instrument de la mort de Saint Laurent. Création Dominique Larcher. Adopté le 8 avril 2005. |

| Blason de Saint-Mihiel | Blason  | D'azur à trois rochers d'argent,.                        |
| Blason de Saint-Mihiel | Détails | Devise: « donec moveantur » (jusqu’à ce qu’ils bougent). |

| Blason de Saint-Pierrevillers | Blason  | D'azur à deux clefs posées en chevron renversé d'argent, les pannetons ouverts, celui de dextre d'une croix recroisetée, celui de senestre d'une croix de Lorraine, accompagnées en chef d'une tour d'or. |
| Blason de Saint-Pierrevillers | Détails | Armes par allusion : clés de Saint Pierre. Création Dominique Larcher. Adopté le 3 août 2006. |

| Blason de Saint-Rémy-la-Calonne | Blason  | Taillé: au 1er de gueules à la colombe fondant en bande d’argent, au 2e de sinople à la plume d’argent posée en barre dans un encrier du même; à la cotice en barre d’or brochant sur la partition. |
| Blason de Saint-Rémy-la-Calonne | Détails | Création Dominique Larcher. Adopté le 21 novembre 2014. |

| Blason de Salmagne | Blason  | D'or à une tour d'azur ouverte et ajourée d'argent, chapé de gueules à deux fers de moulin d'or, au chef triangulaire d'argent chargé d'un saule arraché au naturel, feuillé de sinople. |
| Blason de Salmagne | Détails | composition Robert André Louis adoptée en juin 2017 |

| Blason de Sampigny | Blason  | D'azur au chef d'argent, au chevron de gueules brochant sur le tout. |
| Blason de Sampigny | Détails | Le statut officiel du blason reste à déterminer.                     |

| Blason de Sassey-sur-Meuse | Blason  | D'azur à un temple d'argent accompagné en chef de deux croisettes recroisetées au pied fiché d'or et en pointe d'un pont à cinq arches du même. |
| Blason de Sassey-sur-Meuse | Détails | Création Robert A. Louis et Dominique Lacorde. Adopté le 27 janvier 2017.                                                                       |

| Blason de Saudrupt | Blason  | D'argent à la bande d'azur chargée de trois étoiles d'or à plomb, accompagnée en chef d'une oie de gueules becquée, allumée et membrée d'or volant en bande, et en pointe d'une hure de sanglier de sable allumée et défendue d’or. |
| Blason de Saudrupt | Détails | Le statut officiel du blason reste à déterminer. |

| Blason de Saulmory-Villefranche | Blason  | D'azur à une tour d'argent crénelée de 4 pièces, ouverte du champ et hersée d'or, percée d'un œil-de-bœuf à huit rais du même, le tout maçonné de sable et accompagné à dextre d'une tête de saint Denis de carnation, barbée et chevelée d'argent, coiffée d'une mitre antique d'or et à senestre d'une fleur de lys du même ; soutenue de deux brins de saule d'or, contre-pointés en chevron renversé. Ornements extérieursCroix de guerre 1914-1918 |
| Blason de Saulmory-Villefranche | Détails | Armes parlantes. (brins de saule) Création Robert A. Louis et Dominique Lacorde. Adoptée le 10 décembre 2020. |

| Blason de Saulvaux | Blason  | Parti d'azur et d'argent, à deux épées posées en chevron renversé, de l'un en l'autre, surmontées d'un lion d'or armé et lampassé de gueules tenant un monde d'argent cintré et croisé du même brochant sur la partition. |
| Blason de Saulvaux | Détails | Création Robert André Louis. Adopté le 14 novembre 2014. |

| Blason de Sauvigny | Blason  | D'or au masque de loup gris au naturel, accompagné de deux truites montantes arquées vers les bords de l'écu, d'azur, allumées d'or; au chef d'azur chargé de deux feuilles de chêne d'or posées celle de dextre en bande, celle de senestre en barre.                     |
| Blason de Sauvigny | Détails | Adopté le 17 juin 2024. |
| Blason de Sauvigny | Alias   | (Ancien blason) D'or au loup ravissant de gueules accosté de deux taux d'azur au chef du même à la feuille de chêne d'or posée en fasce. Blason composé par R.A. Louis avec les conseils de la Commission Héraldique de l'UCGL et mis à disposition de la commune en 2011. |

| Blason de Sauvoy | Blason  | Tranché d'azur à une tour d'argent maçonnée de sable, ouverte et ajourée du champ, et d'or à un cor de chasse de gueules posé en bande. |
| Blason de Sauvoy | Détails | Création Robert André Louis. Adopté lé 29 janvier 2016.                                                                                 |

| Blason de Savonnières-devant-Bar | Blason  | D'azur au chevron d'or, accompagné de trois étoiles du même. |
| Blason de Savonnières-devant-Bar | Détails | Devise : « saponarias ».                                     |

| Blason de Seigneulles | Blason  | Parti de Bar, et de Lorraine brisée d'une croix de lorraine de gueules en chef senestre ; à l'écu de sinople au cygne d'argent sur une rivière d'azur, mouvant en pointe et brochant sur le tout ; le tout sommé d'un chef de France. |
| Blason de Seigneulles | Détails | Armes parlantes. (rapprochement entre le nom de la ville et le cygne dessiné) Création de M. A. François, ancien maire du lieu, utilisée depuis 1997.                                                                                 |

| Blason de Senoncourt-les-Maujouy | Blason  | D'or à un chêne au naturel, accosté en chef, à dextre d'un écusson de gueules chargé d'une fleur de lys des jardins d'argent et à senestre d'une croisette de gueules chargée d'une épée basse d'argent ; au chef d'azur chargé d'une aigle en vol, contournée, d'or. |
| Blason de Senoncourt-les-Maujouy | Détails | Création Robert A. Louis et Olivier Bigorgne. Adoptée le 20 novembre 2020. |

| Blason de Septsarges | Blason  | Burelé ondé d'azur et d'or de quatorze pièces, à un fer à cheval de gueules cloué d'argent brochant. |
| Blason de Septsarges | Détails | Création Dominique Lacorde et Dominique Larcher. Adopté le 13 avril 2013.                            |

| Blason de Sepvigny | Blason  | D'or au tau de gueules accosté de deux chaînes rompues du même mises en chevron renversé, soutenues d'une grappe de raisin de pourpre feuillée de sinople. |
| Blason de Sepvigny | Détails | Le statut officiel du blason reste à déterminer. |

| Blason de Seuil-d'Argonne | Blason  | De gueules à un dextrochère de carnation mouvant d'une nuée d'argent, tenant une crosse abbatiale contournée d'or, accompagnée en chef de deux besants d'or et en pointe de la lettre onciale M d'argent couronnée d'or à dextre et d'un troisième besant d'or à senestre. |
| Blason de Seuil-d'Argonne | Détails | Adopté, le 30 juin 2017. Actualisation du blason créé en 1981 par Mr MEYER et qui n'était plus utilisé. |

| Blason de Seuzey | Blason  | Parti, au 1 de gueules à un buste de Saint Marcel d’or, coiffé d’une tiare ancienne d’argent, barbé et chevelé du même ; au 2, d’argent à un rameau de bugrane épineuse de sinople fleuri de pourpre ; au chef de sable à la croix d'or. |
| Blason de Seuzey | Détails | Création Robert-André Louis et Dominique Lacorde. Adoptée le 9 février 2017. |

| Blason de Silmont | Blason  | Coupé voûté d'or à deux goujons d'azur posés en bande ; et de gueules à deux lances d'or en sautoir soutenues d'une fleur de lys de jardin d'argent. |
| Blason de Silmont | Détails | Le statut officiel du blason reste à déterminer. |

| Blason de Sivry-la-Perche | Blason  | Coupé: au 1er d'or à un chardon coupé de sinople et fleuri de trois pièces de gueules, au 2e d'azur à deux jalons mires d'arpentage d'argent et de gueules, passés en sautoir, soutenus d'une trangle ondée d'or. |
| Blason de Sivry-la-Perche | Détails | Création Robert André Louis et Dominique Lacorde. Adopté le 6 octobre 2014. |

| Blason de Sivry-sur-Meuse | Blason  | D’azur à la fasce ondée d’or, accompagnée en chef de l’église du lieu flanquée de deux clochers, en pointe, à dextre d'un chardon et à senestre d'une colombe tenant dans son bec un rameau d’olivier, les trois d’argent. |
| Blason de Sivry-sur-Meuse | Détails | Création Dominique Larcher, Robert André Louis et Dominique Lacorde. Adopté le 24 novembre 2014. |

| Blason de Sommelonne | Blason  | Coupé de gueules à une grappe de raisin accostée à dextre d'une croix ancrée et à senestre d'un vase le tout d'or ; et d'azur à une fontaine héraldique d'or remplie d'azur, traversée d'une source d'argent. |
| Blason de Sommelonne | Détails | Création Robert André Louis. Adopté le 10 mars 2015. |

| Blason de Sorbey | Blason  | D'argent à un ours de sable en pied sur un rocher de gueules, tenant dans ses pattes antérieures une lance d'or futée de sinople et posée sur le rocher ; denticulé en chef de trois pièces d'azur. |
| Blason de Sorbey | Détails | Adopté le 8 avril 2022. |
| Blason de Sorbey | Alias   | D'argent au croissant de gueules surmonté d'une étoile de sable ; à la bordure de gueules. |

| Blason de Sorcy-Saint-Martin | Blason  | D'or à l'écusson de gueules en abîme.            |
| Blason de Sorcy-Saint-Martin | Détails | Le statut officiel du blason reste à déterminer. |

| Blason de Sommeilles | Blason  | Coupé d'un parti de Lorraine et d'azur à deux bars adossés d'or, et de sinople au lion couché d'argent. |
| Blason de Sommeilles | Détails | Le statut officiel du blason reste à déterminer.                                                        |

| Blason de Souilly | Blason  | D'azur à un château couvert d'argent terrassé de sinople, surmonté d'une couronne fermée d'or, accosté de deux bars adossés du même.              |
| Blason de Souilly | Détails | * Il y a là non-respect de la règle de contrariété des couleurs : ces armes sont fautives (sinople sur azur)). présenté par Dom Calmet et adopté. |

| Blason de Spincourt | Blason  | Gironné d'or et d'azur de douze pièces, sur le tout parti d'argent et de gueules. |
| Blason de Spincourt | Détails | Le statut officiel du blason reste à déterminer.                                  |

| Blason de Stainville | Blason  | D'or à la croix ancrée de gueules.               |
| Blason de Stainville | Détails | Le statut officiel du blason reste à déterminer. |

| Blason de Stenay | Blason  | D'argent au chevron d'azur accompagné en pointe d'un lion d'or armé et lampassé de gueules.                                                 |
| Blason de Stenay | Détails | * Il y a là non-respect de la règle de contrariété des couleurs : ces armes sont fautives. Le statut officiel du blason reste à déterminer. |

Pas d'information pour les communes suivantes : Saint-Maurice-sous-les-Côtes, Samogneux, Saulx-lès-Champlon, Senon, Sommedieue, Les Souhesmes-Rampont

- Haut – A
- B
- C
- D
- E
- F
- G
- H
- I
- J
- K
- L
- M
- N
- O
- P
- Q
- R
- S
- T
- U
- V
- W
- X
- Y
- Z

## T
| Blason de Taillancourt | Blason  | D'azur au faucon à la tête contournée d'argent, allumé et membré d'or, grilleté de gueules, accompagné en chef de deux forces d'or. |
| Blason de Taillancourt | Détails | Le statut officiel du blason reste à déterminer.                                                                                    |

| Blason de Tannois | Blason  | D'azur au rameau de chêne à trois feuilles appointées d'or et à trois glands appointés d'argent, chapé de gueules chargé à dextre d'un colombier d'argent ouvert et ajouré du champ et à senestre d'une croix potencée du même. |
| Blason de Tannois | Détails | Le statut officiel du blason reste à déterminer. |

| Blason de Thierville-sur-Meuse | Blason  | De sinople à la bande d'or chargée de trois alérions de gueules, accompagnée de deux bar adossés du même. |
| Blason de Thierville-sur-Meuse | Détails | Le statut officiel du blason reste à déterminer.                                                          |

| Blason de Thillombois | Blason  | D'or à la tour de gueules, ouverte et ajourée du champ; chapé de gueules chargé à dextre d'une fleur de tilleul d'or et, à senestre, d'une roue de moulin du même. |
| Blason de Thillombois | Détails | Création Robert A. Louis. Adopté le 25 octobre 2013. |

| Blason de Thillot | Blason  | Coupé : au 1er, de gueules, à une couronne antique à 7 pointes et deux demies sur deux rangs d'or, surmontant un lion dormant d'argent ; au 2d, d'or à une quintefeuille d'azur percée en pentagone, chargée de 10 triangles isocèles d'argent mis en cercle, base vers le centre, et senestrée d'une grappe de raisin de pourpre feuillée et tigée de sinople. |
| Blason de Thillot | Détails | Création Robert A. Louis et Dominique Lacorde, utilisée de fait depuis le 7 avril 2021. |

| Blason de Thonne-le-Thil | Blason  | Bandé d'or et d'azur; au franc-canton d'argent chargé d'un trèfle de sinople. |
| Blason de Thonne-le-Thil | Détails | Le statut officiel du blason reste à déterminer.                              |

| Blason de Thonne-la-Long | Blason  | D'azur au pal componé de gueules et d'or.        |
| Blason de Thonne-la-Long | Détails | Le statut officiel du blason reste à déterminer. |

| Blason de Thonnelle | Blason  | Parti de gueules à l'enceinte carrée bastionnée aux angles, vue de dessus, d'argent, et enfermant une croisette recroisetée au pied fiché d'or ; et d'azur au crosseron d'or ; au chef de Lorraine. |
| Blason de Thonnelle | Détails | Création Jean-François Binon. Confirmé en décembre 2013. |

| Blason de Tilly-sur-Meuse | Blason  | D'azur à la crosse épiscopale d'or accostée de deux bars adossés de même. |
| Blason de Tilly-sur-Meuse | Détails | Le statut officiel du blason reste à déterminer.                          |

| Blason de Trésauvaux | Blason  | Tranché d'or à deux hures de sanglier arrachées d'azur, défendues et allumées d'argent, rangées en bande ; et d'azur besanté d'or. |
| Blason de Trésauvaux | Détails | Création de M. Dominique Larcher, adoptée le 13 septembre 2013.                                                                    |

| Blason de Tréveray | Blason  | Burelé d'or et d'azur au lion de gueules, la queue fourchée et passée en sautoir, armé, lampassé et couronné d'argent; au chef de gueules chargé de deux pics de mineurs d'or passés en sautoir à dextre et d'un creuset de fonderie du même posé en bande à senestre et déversant une coulée de fonte d'argent. |
| Blason de Tréveray | Détails | Création Robert André Louis. Adoptée le 21 juin 2014. |

| Blason de Trois-Domaines (Les) | Blason  | Coupé de gueules à deux fasces d'argent à l'écusson de Bar brochant sur les fasces ; et de sable à trois pals d'or. |
| Blason de Trois-Domaines (Les) | Détails | création Robert André LOUIS, blason utilisé de fait dans la courrier de la commune depuis avril 2014                |

| Blason de Tronville-en-Barrois | Blason  | D’azur à trois croix potencées d’or                                                               |
| Blason de Tronville-en-Barrois | Détails | Reprise des armes de la famille Viart, un moment co-seigneurs du lieu. Blason utilisé depuis 1983 |

| Blason de Troussey | Blason  | D’azur au rameau d'aubépine posé en bande, feuillé d'or, à la fleur d'argent, boutonnée en étoile d'or, chacun des cinq pétales chargé de deux losanges de gueules à dextre, à la tour d’église carrée d’argent maçonnée de sable et essorée de gueules à senestre; au chef ondé de gueules, soutenu d’or, chargé d'un feu du même accosté de deux fleurs parmentières [de pomme de terre] d'argent au bouton pentagonal d’or . |
| Blason de Troussey | Détails | Création Robert André Louis. Adopté le 4 novembre 2016. |
| Blason de Troussey | Alias   | De gueules aux deux fleurs de pommes de terre d'argent au bouton pentagonal d'or, soutenues d'une bourse d'or. |

| Blason de Troyon | Blason  | Tiercé en pairle: au 1er d'or au pentagone bastionné de gueules, évidé du champ, au 2e d'azur au coq combattant [hardi] d'argent allumé, crêté, barbé et membré d'or, au 3e de gueules au pin d'argent au tronc fiché d'or. |
| Blason de Troyon | Détails | Création Robert André Louis. Adopté le 20 novembre 2014. |

Pas d'information pour Thonne-les-Près
- Haut – A
- B
- C
- D
- E
- F
- G
- H
- I
- J
- K
- L
- M
- N
- O
- P
- Q
- R
- S
- T
- U
- V
- W
- X
- Y
- Z

## U
| Blason de Ugny-sur-Meuse | Blason  | Coupé de gueules à la tête arrachée de loup d'or et d'or au roc d'échiquier de gueules accosté de deux cocardes de la RFA au naturel (bleu et rouge). |
| Blason de Ugny-sur-Meuse | Détails | composition de Robert André Louis adoptée en janvier 2017                                                                                             |

## V
| Blason de Vacherauville | Blason  | D'azur au chevron renversé d'or chargé d'un chevronnel ondé renversé du champ, accompagné en chef d'un grêlier d'or, le pavillon à senestre et, en pointe de deux croix de Lorraine du même. |
| Blason de Vacherauville | Détails | Création Jean-François Binon. Adopté le 24 mars 2009. |

| Blason de Vadonville | Blason  | D'or au creuset de fonderie de gueules, au chef d'azur chargé de deux fleurs de lys de jardin d'argent. |
| Blason de Vadonville | Détails | Le statut officiel du blason reste à déterminer.                                                        |

| Blason de Val-d'Ornain | Blason  | Mi tranché retaillé en chef de sinople à deux rameaux de buis d'or posés en chevron renversé et de gueules à l'aigle d'or accostée de deux cônes d'aulne du même ; au chevron ondé renversé d'argent brochant sur la partition. |
| Blason de Val-d'Ornain | Détails | Création Robert André LOUIS. Adopté le 13 mars 2017. |

| Blason de Varennes-en-Argonne | Blason  | D'argent à la croix de Lorraine de gueules accostée de deux bars adossés d'azur au chef du même à un bâton de gueules péri en bande accompagné de trois fleurs de lys d'or. |
| Blason de Varennes-en-Argonne | Détails | Création Mgr Aimond. |

| Blason de Varneville | Blason  | D'argent à la bande ondée d'azur chargée d'une cotice bretessée d'or, accompagnée en chef d'un rameau d'aulne de sinople fruité de gueules mis en bande et en pointe d'un gril de gueules mis en bande.. |
| Blason de Varneville | Détails | Le statut officiel du blason reste à déterminer. |

| Blason de Vassincourt | Blason  | D'azur chargé à dextre d'une amphore d'argent et à senestre d'un coq hardi chantant du même, allumé, crêté, languée, barbé et membré de gueules; au chef triangulaire d'or chargé d'un chevron haussé de gueules. |
| Blason de Vassincourt | Détails | Création Robert André Louis. Adopté le 10 mars 2015. |
| Blason de Vassincourt | Alias   | Ecartelé en sautoir au 1 d'azur à la tête de sanglier d'or, au 2 d'or à la clef de gueules renversée en pal, au 3 d'or à la tuile romaine de gueules en pal et au 4 d'azur à la tête de sanglier d'or.            |

| Blason de Vaubecourt | Blason  | De gueules aux trois casques d'argent tarés de profil. |
| Blason de Vaubecourt | Détails | Le statut officiel du blason reste à déterminer.       |

| Blason de Vaucouleurs | Blason  | De gueules à la tour d'argent maçonnée de sable, au chef de France. |
| Blason de Vaucouleurs | Détails | Adopté par la commune en décembre 1960                              |

| Blason de Vaudeville-le-Haut | Blason  | D'azur à la croix latine renversée d'argent, au chef d'or à deux pics de carrier de sable en sautoir, accostés de deux annelets de gueules. |
| Blason de Vaudeville-le-Haut | Détails | Création Robert André Louis, 2011. Utilisé depuis 2015.                                                                                     |

| Blason de Vaudoncourt | Blason  | Coupé crénelé d'or et de gueules, à six coucous de l'un en l'autre 3 et 3. |
| Blason de Vaudoncourt | Détails | Création Dominique Larcher. Adopté le 17 novembre 2005.                    |

| Blason de Vauquois | Blason  | D'azur au coupeau d'or sommé de la Vierge du lieu en majesté portant l'enfant Jésus, d'argent, les deux nimbés d'or ; chapé de gueules chargé de deux casques de centurion romain d'argent affrontés. |
| Blason de Vauquois | Détails | Création de MM. Robert André Louis et Dominique Lacorde, adoptée le 8 avril 2017. |

| Blason de Vaux-devant-Damloup | Blason  | De gueules au hanneton d'or à la tête (et thorax) de sable, surmonté à dextre d'un fer à cheval et à senestre d'une coquille, les deux d'or, et soutenu d'une rivière d’argent; chaussé abaissé à mi-hauteur de sinople.              |
| Blason de Vaux-devant-Damloup | Détails | Différences entre dessin et blasonnement : "abaissé" ne s'applique pas aux partitions, ici cest "enchaussé de sinople plain à dextre et à senestre. Création de MM. Robert André Louis et Dominique Lacorde, adoptée le 26 juin 2018. |

| Blason de Vaux-les-Palameix | Blason  | Ecartelé en sautoir au 1° de sinople à la colombe volant en barre d'argent, au 2° de gueules au panier d'osier d'or, au 3° de gueules au rencontre de sanglier d'or, au 4° de sinople à la fleur des marais d'argent. |
| Blason de Vaux-les-Palameix | Détails | Création Robert André Louis et Dominique Lacorde Adopté le 3 octobre 2014. |

| Blason de Vavincourt | Blason  | Tiercé en chevron renversé de gueules chargé de trois lionceaux d'or, d'argent et d'azur chargé de deux bars adossés d'or. |
| Blason de Vavincourt | Détails | Le statut officiel du blason reste à déterminer.                                                                           |

| Blason de Velaines | Blason  | Tiercé en pairle: au 1er de sinople à la tête de bélier d'argent accornée et allumée d'or, au 2e d'or et au 3e de gueules, aux broyes brochant de l'un en l'autre; au chevron renversé d'argent brochant sur la partition, chargé d'un chevronnel ondé d'azur, surchargé d'un fer de moulin de pourpre brochant. |
| Blason de Velaines | Détails | Création Robert André Louis et Daniel Da Ponte. Adopté en novembre 2004. |

| Blason de Verdun | Blason  | D'azur à la cathédrale de quatre flèches derrière laquelle s'élève un beffroi, entourée de murailles, le tout d'or maçonné de sable. |
| Blason de Verdun | Détails | Le statut officiel du blason reste à déterminer.                                                                                     |

| Blason de Véry | Blason  | De gueules au filet en bande ondé d'argent accompagné en chef d'une feuille d'aulne et en pointe d'une fleur de lis, le tout d'or; au chef d'or au lion issant d'azur. |
| Blason de Véry | Détails | Création R..A. Louis et D. Lacorde. Adoptée en avril 2012. |

| Blason de Vigneulles-lès-Hattonchâtel | Blason  | De gueules à la vigne d'argent terrassée de même chargée en cœur d'un écusson de sable à la croix d'or. |
| Blason de Vigneulles-lès-Hattonchâtel | Détails | Armes parlantes. (vigne) Le statut officiel du blason reste à déterminer.                               |

| Blason de Vignot | Blason  | D'argent au pampre de vigne de sinople, fruité de quatre grappes de pourpre. |
| Blason de Vignot | Détails | Armes parlantes. Le statut officiel du blason reste à déterminer.            |

| Blason de Ville-devant-Belrain | Blason  | Mantelé renversé: au 1) d'azur à la fasce ondée d'argent et à une gerbe d'or brochante; au 2) d'or au dragon de sable, armé et langué de gueules, transpercé par une lance brisée du même et surmonté de deux billettes nouées de gueules. |
| Blason de Ville-devant-Belrain | Détails | Création Robert André Louis. Adopté le 29 mars 2013. |

| Blason à dessiner | Blason  | D'azur à la mitre d'or chargée d'une flamme de gueules; mantelé renversé d'or, chargé d'une aigle à dextre et d'une coquille à senestre, les deux de sable, accompagnées en pointe d'une trangle ondée d'azur. |
| Blason à dessiner | Détails | Adopté le 14 février 2023. |

| Blason de Villers-devant-Dun | Blason  | Coupé voûté abaissé: au 1er de gueules à la tour d’argent maçonnée de sable, ouverte et ajourée du champ, mouvant de la partition et accostée de deux fleur de lis d’or, au 2e de sinople à la tête de cheval arrachée d’argent, bridée de gueules. |
| Blason de Villers-devant-Dun | Détails | Création Robert André Louis et Dominique Lacorde. Armes adoptées le 18 novembre 2016. |

| Blason à dessiner | Blason  | Coupé haussé: au 1er d'azur chargé d'une tournelle de trois merlons d'or vidée et accostée de deux clous de la passion d'argent, au 2e de gueules à la gerbe de blé d'or, chaussé d'or. |
| Blason à dessiner | Détails | Adopté le 22 mars 2023. |

| Blason de Villeroy-sur-Méholle | Blason  | D'or au chevron renversé d'azur chargé de deux fleurs de lys d'or posées en chevron renversé, accompagné en chef d'une hure de sanglier de sable défendue et allumée d'argent. |
| Blason de Villeroy-sur-Méholle | Détails | Création Robert André Louis. Adopté le 21 novembre 2015 |

| Blason de Villers-aux-Vents | Blason  | De sinople au chevron renversé d'argent accompagné en chef d'une croisette recroisetée au pied fiché d'or ; au chef d'azur* chargé d'un épi de blé accosté de deux aquilons affrontés du même.                              |
| Blason de Villers-aux-Vents | Détails | * Il y a là non-respect de la règle de contrariété des couleurs : ces armes sont fautives (azur sur sinople). Armes parlantes. (vents représentés par les aquilons) Création Jean-François Binon, adoptée en décembre 2009. |

| Blason de Villers-le-Sec | Blason  | De gueules à une couronne de palme d'or entourant un bonnet phrygien d'argent, au chef d'or chargé de deux croix potencées d'azur. |
| Blason de Villers-le-Sec | Détails | Le statut officiel du blason reste à déterminer.                                                                                   |

| Blason de Villers-sous-Pareid | Blason  | D’or à un tortil d'argent et de gueules posé en fasce et mouvant des flancs, accompagné en chef de deux corbeaux affrontés et en pointe d’une roue d’horloge, le tout de sable. |
| Blason de Villers-sous-Pareid | Détails | Création Dominique Larcher. Adoptée le 29 octobre 2015. |

| Blason de Ville-sur-Saulx | Blason  | Fuselé, chaque fusée coupée de gueules et d'argent, au chevron ondé versé, la pointe en cœur, accompagné en pointe de deux étoiles d'or, le tout brochant sur le tout. |
| Blason de Ville-sur-Saulx | Détails | Création Robert André Louis adoptée le 10 mai 2021. |

| Blason de Villotte-devant-Louppy | Blason  | De gueules à la vache couchée d'argent, chapé d'azur à deux croix écotées alésées d'or ; au chevron d'or chargé d'une aigle éployée de sable brochant sur la partition. |
| Blason de Villotte-devant-Louppy | Détails | Création Robert A. Louis. Adopté le 7 novembre 2013. |

| Blason de Villotte-sur-Aire | Blason  | D'argent à la croix enhendée de gueules soutenue d'une mer ondée d'azur mouvant de la pointe, au chef de France. |
| Blason de Villotte-sur-Aire | Détails | Création de M. René Ripot, 2007.                                                                                 |

| Blason de Vilosnes-Haraumont | Blason  | Divisé en chevron : au 1er de gueules chargé à dextre d'une feuille de figuier et à senestre d'une fleur de cornouiller, les deux d'or ; au 2d d'azur à une étoile à six rais anglée de six queues de comètes à trois pointes ployées et dextrogyres, le tout d'argent ; au chevron écimé d'or brochant sur la partition. Ornements extérieursCroix de guerre 1914-1918 |
| Blason de Vilosnes-Haraumont | Détails | Création Robert A. Louis et Dominique Lacorde. Adoptée le 10 décembre 2020. |

| Blason de Void-Vacon | Blason  | De gueules, à trois cailloux d'argent. |
| Blason de Void-Vacon | Détails | Reprise des armes du Diocèse de Toul, sans brisure. Conflit héraldique : le dessin ne présente que deux cailloux. Le statut officiel du blason reste à déterminer. |

| Blason de Vouthon-Bas | Blason  | Coupé : au 1er parti au I d'azur à une calebasse gourde d'or, sa bretelle de sable, senestrée d’une épée d'argent, garnie d'or (la lame gravée de cinq croisettes de sable 1, 2 et 2), au II d'or à une tour donjonnée d'azur, maçonnée d'argent, ouverte et ajourée du champ, au 2d de gueules à cinq cailloux d'argent posés 2, 2 et 1 en chevron renversé. |
| Blason de Vouthon-Bas | Détails | Adopté le 5 février 2024. |

| Blason de Vouthon-Haut | Blason  | De Lorraine, brisée en chef de deux arbres de sinople et en pointe d'un sapin du même surmontant une louve passante de sable, languée de gueules. Devise« plus penser que dire ». |
| Blason de Vouthon-Haut | Détails | Le blason a été composé en 1998 par Jean-Claude Henry. Il a été coloré et adapté aux coutumes héraldiques par Robert André LOUIS en mars 2017.                                    |

Pas d'information pour les communes suivantes : Vadelaincourt, Valbois, Velosnes, Verneuil-Grand, Verneuil-Petit, Vigneul-sous-Montmédy, Ville-devant-Chaumont, Ville-en-Woëvre, Villécloye, Villers-sur-Meuse, Vittarville
- Haut – A
- B
- C
- D
- E
- F
- G
- H
- I
- J
- K
- L
- M
- N
- O
- P
- Q
- R
- S
- T
- U
- V
- W
- X
- Y
- Z

## W
| Blason de Warcq | Blason  | De sinople à une divise vivrée ondée de deux pièces renversées d'argent, accompagnée en chef de deux épis de blé et en pointe d'une croix de Malte, le tout d'or. |
| Blason de Warcq | Détails | Création de M. Dominque Larcher, adoptée le 30 octobre 2012. |

| Blason à dessiner | Blason  | D'or à la croix de gueules chargée en abîme d'une tour crénelée de quatre merlons d'argent, maçonnée de sable, ouverte et ajourée d'azur. |
| Blason à dessiner | Détails | Adopté le 13 décembre 2023. |

| Blason de Willeroncourt | Blason  | D'azur à une feuille de figuier d'or accostée de deux pics de mineur versés du même, celui de dextre en bande, celui de senestre en barre, leurs fers passés en sautoir ; au chef ployé du même chargé d'une hure de sanglier de gueules, défendue et allumée d'argent. |
| Blason de Willeroncourt | Détails | Création de M. Robert André Louis, adoptée le 2 juillet 2014. |

| Blason de Wiseppe | Blason  | D'azur à un bâton péri en bande de gueules* surmonté d'une fleur de lis d'or l'ensemble accosté de deux bars adossés du même et accompagné en pointe d'un pressoir à metton aussi d'or à la vis d'argent, le tout enfermé dans un filet en orle ondé du même. |
| Blason de Wiseppe | Détails | * Il y a là non-respect de la règle de contrariété des couleurs : ces armes sont fautives (bâton de gueules sur champ d'azur). Création de MM Robert André Louis et Dominique Lacorde, adoptée le 08 février 2021.                                            |

| Blason de Woël | Blason  | D’azur à l’église du lieu au clocher hourdé d’argent, posée sur une terrasse de sinople* chargée d'une divise ondée d’argent, accompagnée en chef, à dextre d’une étoile d’or, et à senestre d’une molette de même. |
| Blason de Woël | Détails | * Il y a là non-respect de la règle de contrariété des couleurs : ces armes sont fautives (sinople sur azur). Création de M. Dominique Larcher, adoptée le 13 décembre 2013.                                        |

| Blason de Woimbey | Blason  | Parti d'azur à une colombe fondante d'argent tenant dans son bec une ampoule d'or, et du même à la tour de gueules ouverte du champ, maçonnée de sable et chargée d'un clou du second ; le tout enté en pointe du même à une roue de moulin du quatrième. |
| Blason de Woimbey | Détails | Création de M. Robert André Louis, adoptée le 22 janvier 2014. |

Pas d'information pour les communes suivantes : Waly, Wavrille
- Haut – A
- B
- C
- D
- E
- F
- G
- H
- I
- J
- K
- L
- M
- N
- O
- P
- Q
- R
- S
- T
- U
- V
- W
- X
- Y
- Z

## X
Pas d'information pour Xivray-et-Marvoisin